# Civilização cartaginesa
A civilização cartaginesa ou civilização púnica foi uma civilização da Antiguidade que se desenvolveu na Bacia do Mediterrâneo entre o fim do século IX a.C. e meados do século II a.C. e esteve na origem de uma das maiores potências comerciais e militares do seu tempo.
Cartago, a cidade que lhe deu o nome, foi fundada na costa do golfo de Tunes pelos fenícios, segundo a tradição mais usual, em 814 a.C. Cartago foi gradualmente ganhando ascendente sobre as cidades fenícias do Mediterrâneo Ocidental, antes de se desenvolver a sua própria civilização. Esta é menos conhecida que a da sua contemporânea e rival Roma, devido à destruição de Cartago pelo exército romano no fim da Terceira Guerra Púnica, em 146 a.C., um final que é relatado pelas fontes greco-romanas que foram extensamente usadas e difundidas de forma durável na historiografia posterior. Apesar de depreciada pela expressão latina punica fides, que denota o preconceito originado por uma longa tradição de desconfiança em relação aos fenícios desde Homero, a civilização cartaginesa suscitou, contudo, algumas opiniões mais favoráveis, como a de Apiano, que os comparou aos gregos em poderio e aos Persas em riqueza.
A civilização cartaginesa resultou da mistura da cultura indígena dos berberes do Norte de África com a dos colonos fenícios. Por isso não é fácil distinguir aquilo que se deve aos cartagineses e aquilo que se deve aos fenícios nos achados arqueológicos descobertos nas escavações, cujo dinamismo desde os anos 1970 abriu vastos campos de estudo onde é evidenciada uma unidade na civilização não obstante a existência de particularidades locais. Apesar dos progressos, muitos aspetos da civilização não material permanecem desconhecidos, devido à natureza das fontes disponíveis, sempre secundárias, pois toda a literatura púnica desapareceu, com lacunas e frequentemente subjetivas.

## História

### Das origens até aoséculo V a.C.

#### Fenícios em África
As primeiras instalações permanentes fenícias no Norte de África são muito precoces, apesar de provavelmente aquela região não ser mais do que uma simples etapa na rota dos metais da Península Ibérica. Por exemplo, Útica, situada a noroeste de Cartago, foi fundada em 1 101 a.C. segundo Plínio, o Velho. No século XII a.C. teriam sido também fundados os assentamentos de Gades (ou Gadir), no sul de Espanha, e Lixo, em Marrocos, a primeira em 1 110 a.C. e a última ainda antes disso.
A data de fundação de Cartago por Dido (ou Elissa), uma princesa de Tiro, irmã do rei Pigmalião (r. 814–803 a.C.) foi sempre objeto de debate, não apenas durante a Antiguidade, mas também nos nossos dias. Existem duas tradições antigas que se confrontam. A mais difundida que chegou aos nossos dias em fragmentos de Timeu de Tauroménio reutilizados por outros autores, situa a fundação de Cartago em 814 a.C. A outra lenda coloca a criação de Cartago em redor da Guerra de Troia (c. século XIII a.C.), uma tradição que é retomada por Apiano.
As escavações arqueológicas não revelaram nenhuma data tão antiga, pelo que alguns historiadores puseram a hipótese de a fundação ser bastante mais tardia (c. 670 a.C.). Segundo Pierre Cintas, antes de surgir uma cidade propriamente dita, existiu um simples entreposto mercantil. Os historiadores mais recentes baseiam-se na análise dos anais de Tiro, usados com fonte por Menandro (c. 342–291 a.C.) e Flávio Josefo (c. 37–100 d.C.), para aceitar uma datação em redor do último quartel do século IX a.C., a qual é coerente com datações por radiocarbono dos níveis arqueológicos mais antigos de Cartago, que apontam para o período entre 835 e 800 a.C. A partir da década de 1980, a hipótese da fundação de Cartago em 814 ou 813 a.C. era considerada como bastante plausível pela maioria dos historiadores, pelo menos segundo Sabatino Moscati.

#### Substrato líbio
À época das primeiras instalações fenícias, o Norte de África era ocupada por populações líbias importantes, cuja continuidade com os berberes do Magrebe foi defendida por Gabriel Camps. Foi considerado que existia um hiato cronológico demasiado grande e sobretudo vagas de invasões sucessivas demasiado numerosas para não terem marcado as populações locais de forma durável. Os egípcios mencionam os líbios com o nome de libu [en] ou lebu desde o século XII a.C. como sendo os povos que viviam imediatamente a ocidente do seu território.[carece de fontes?]
A origem das populações líbias foi relatada por um numerosas lendas e tradições, mais ou menos fantasiosas, algumas falando de uma origem meda, ou persa, segundo Procópio de Cesareia. Mais bem informado, Salústio (86–34 a.C.) evoca a origem dos líbios na sua obra Guerra de Jugurta. Estrabão também descreveu as diferentes tribos líbias, os diversos nomes não implicam necessariamente uma distinção étnica e não põem em causa a unidade do povoamento da região quando se deu a chegada dos fenícios.[carece de fontes?]

### Expansão no Mediterrâneo e em África

#### Embargo das possessões fenícias no Mediterrâneo Ocidental e colonização púnica

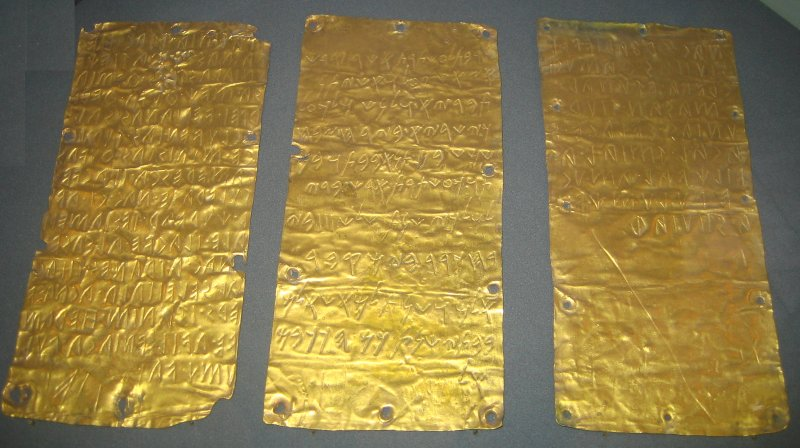
As lamelas de Pirgos, com inscrições em etrusco e púnica, comprovam a existência de relações entre essas duas culturas.

É muito difícil de distinguir, a partir das escavações nos sítios fenício-púnicos, o que é de origem fenícia e o que é de origem cartaginesa. Assim, os arqueólogos não assinalam ruturas como as verificadas em certos sítios antigos como Bítia ou Nora, na Sardenha. A fundação de Ibiza, tradicionalmente datada em 675 a.C. tanto pode assim ter sido obra quer dos fenícios quer dos cartagineses.[carece de fontes?]
O "império" púnico, cuja formação e funcionamento não têm caraterísticas dum imperialismo em sentido estrito, é antes considerado uma espécie de confederação de colónias preexistentes em volta da mais poderosa dentre elas quando se deu o declínio da cidade-mãe de Tiro. Cartago teria ficado encarregue de assegurar a segurança coletiva e a política externa e comercial da comunidade.[carece de fontes?]
Os fenícios do Ocidente e depois os púnicos tiveram relações precoces com outras civilizações, sobretudo com a etrusca, com a qual os estabelecem ligações comerciais. A arqueologia testemunha essas relações comerciais, em particular as lamelas de Pirgos e alguns achados encontrados em necrópoles cartaginesas: vasos de produção etrusca chamados búcaros e uma inscrição em etrusco na qual se apresenta um cartaginês. A aliança com os etruscos tinha também como objetivo travar a expansão dos focenses do Ocidente, que acabaram por ser derrotados na batalha de Alalia, um confronto marítimo travado ao largo da Córsega circa 540–535 a.C. A partir do declínio dos etruscos, a aliança torna-se inoperante.

#### Antagonismo com os gregos: as guerras sicilianas

Mapa do Império Cartaginês ca. com os territórios da República Romana e da Magna Grécia em destaque

Mapa político da Sicília durante as guerras sicilianas entre cartagineses e gregos

A prosperidade de Cartago, ligada ao comércio marítimo, conduz a uma rivalidade com os gregos no território da Sicília, o que leva a que a ilha seja durante muito tempo uma zona de confrontos locais, devido a ambos os protagonistas pretenderem implantar entrepostos ou colónias nas costas sicilianas.
No início do século V a.C., o conflito muda de natureza: Gelão I, tirano de Siracusa, tenta unificar a ilha com o apoio de várias cidades gregas. A guerra, inevitável, estala com Cartago, que possivelmente obtém o apoio dos persas aqueménidas. Amílcar Giscão, comandante das tropas púnicas, é derrotado na batalha de Hímera em 480 a.C., a qual, segundo a tradição ocorreu no mesmo dia que a batalha de Salamina, entre os persas e os gregos.[carece de fontes?]
Em 410 a.C., Cartago já tinha recuperado desse reverso; a sua implantação e África é mais poderosa, e as expedições longínquas de Hanão e de Himilcão fortalecem o seu domínio dos mares. Aníbal Magão desembarca então na Sicília em 409 a.C. e obtém vitórias, porém sem ameaçar Siracusa. Em 405 a.C., a sua segunda expedição revela-se mais difícil. O comandante do exército morre durante uma epidemia de peste durante o cerco de Agrigento. O sucessor de Aníbal, Himilcão, consegue negociar o fim das hostilidades com Dionísio, o tirano de Siracusa, que é mais uma trégua do que um verdadeiro tratado de paz.[carece de fontes?]
Em 398 a.C., Dionísio ataca a cidade cartaginesa de Mócia, no extremo ocidental da Sicília, que é tomada mas é rapidamente recuperada pelos cartagineses. Em seguida, estes montam um cerco a Siracusa que dura até 396 a.C., ano em que os sitiantes são obrigados a retirar devido a uma epidemia de peste. A guerra continua durante 60 anos. Em 340 a.C., o exército cartaginês só se encontra no sudoeste da ilha.[carece de fontes?]
Em 315 a.C., Agátocles de Siracusa apodera-se de Messina e em 311 a.C. conquista os últimos entrepostos cartagineses na Sicília. Amílcar Giscão comanda a resposta cartaginesa e em 311 a.C. controla a quase totalidade da Sicília e monta cerco a Siracusa. Entretanto Agátocles lidera uma expedição contra os cartagineses em África. Esta expedição, apesar de ter terminado três anos depois com a fuga de Agátocles, representa uma vitória deste, pois obriga os cartagineses a chamar o seu exército para defenderem o seu próprio território.[carece de fontes?]

#### Nascimento de um império africano noséculo V a.C.

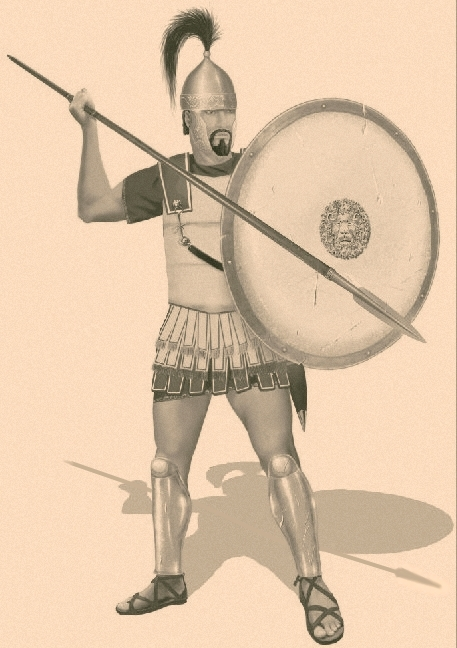
Ilustração de um hoplita (soldado de infantaria pesada) cartaginês feita a partir de uma moeda de Siracusa do fim do século IV a.C.

Segundo a perspectiva usualmente mais aceite, Cartago concentrou-se no interior do seu território africano depois da derrota de Hímera. No entanto, esta tese é cada vez mais posta em causa por alguns historiadores que estimam que a implantação africana se tornou mais importante em épocas mais tardias. Sob esta ótica, a expansão africana durante o século V a.C. deve-se apenas à necessidade de controlar territórios que permitissem alimentar uma população crescente.[carece de fontes?]

### Antagonismo com Roma e fim da Cartago púnica

#### Primeiras relações com Roma: os tratados
As primeiras relações com Roma são pacíficas, o que é atestado pelos tratados concluídos em 509 a.C., referidos na obra de Políbio, 348 a.C. e 306 a.C. Estes tratados garantem a Cartago a exclusividade do comércio desde o Norte de África e ausência de pilhagens contra os aliados de Roma em Itália. A duração cada vez mais curta entre esses tratados tem sido entendida como um sinal de tensões crescentes entre as duas potências.[carece de fontes?]

#### Confronto: as Guerras Púnicas
Os episódios denominados "guerras púnicas" referem-se ao antagonismo que se estendeu durante mais de um século, de 264 a 146 a.C.
O primeiro conflito ocorre de 264 a 241 a.C., e implicou a perda da Sicília por parte de Cartago, que foi ainda obrigada a pagar um pesado tributo. Esta derrota tem graves consequências sociais internas, como o episódio da Guerra dos Mercenários, uma guerra civil com contornos de extraordinária crueldade, que assolou os territórios cartagineses africanos entre 240 e 237 a.C. A capital seria finalmente salva por Amílcar Barca, mas Roma aproveitou as dificuldades internas para agravar as condições de paz.[carece de fontes?]

Mapa das Guerras Púnicas

Após isso, o imperialismo de Cartago orienta-se para a Península Ibérica e para o confronto com os aliados de Roma, o que torna inevitável um segundo conflito, que estala em 219 a.C. com o cerco cartaginês a Sagunto, que é destruída após oito meses de cerco. A expedição de Aníbal Barca a Itália, que partindo da Península Ibérica, atravessou os Pirenéus e os Alpes e chegou a Cápua, perto de Nápoles, sem contudo atacar a cidade de Roma, mostra a capacidade do general cartaginês para obter vitórias retumbantes, mas ao mesmo tempo evidencia a sua incapacidade para tirar partido da sua vantagem e submeter uma Roma vacilante. A partir de 205 a.C. a guerra passa a desenrolar-se exclusivamente em solo africano, e em 19 de outubro de 202 a.C. a vitória do general romano Cipião na batalha de Zama marca a derrota final dos cartagineses.[carece de fontes?]
No decurso dos cinquenta anos que se seguem, Cartago paga regularmente a Roma um pesado tributo, mas ao mesmo tempo dota-se de equipamentos dispendiosos, como portos. A cidade aparenta ter retomado nessa época uma grande prosperidade, que é demonstrada pela execução de projetos urbanos como o do bairro púnico de Birsa, ligado ao sufetato de Aníbal Barca.[carece de fontes?]
No entanto, devido à ascensão da cidade e ao fim do pagamento do tributo, Roma impõe aos cartagineses o abandono da cidade, a retirada para o interior e a renúncia à identidade marítima. Acerca disto, Marco Veleio Patérculo escreveu que «Roma, já senhora do mundo, não se sentia em segurança enquanto subsistisse o nome de Cartago». A recusa cartaginesa que se segue provoca a terceira e última guerra, que é marcada pelo cerco de Cartago, que se prolonga de 149 a 146 a.C. No final, mesmo que o solo não tenha sido coberto de sal como relata a historiografia do fim do século XIX início do século XX, a destruição da cidade é total e é lançada uma maldição sobre o local, que é declarado sacer Cartago deixa de existir como entidade política, mas durante muito tempo os aspetos da sua civilização perduram, espalhados pelo Mediterrâneo: elementos religiosos, artísticos, linguísticos e até institucionais no Norte de África.[carece de fontes?]

## Geografia

### Localização dos assentamentos

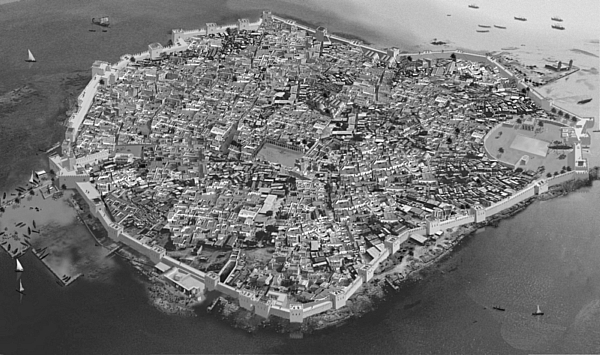
Reconstituição da ilha-fortaleza cartaginesa de Mócia, na Sicília

Os locais ocupados pelos fenícios, e depois pelos púnicos, virados para o mar para assegurar a ligação com as rotas comerciais, deviam também garantir a segurança dos habitantes, protegendo-os de um interior que podia ser-lhes hostil. Esta segurança era naturalmente assegurada numa ilha, como em Gades, no sul da Península Ibérica, ou Mócia, na Sicília, ou então, se bem que em menor escala, numa península ou num espaço cercado de colinas, que tornassem a defesa mais fácil em caso de ataque. Deste ponto de vista, a excelência da localização de Cartago explica que ela tenha sido elogiada por vários autores antigos, nomeadamente Estrabão, que compara o local a «um navio ancorado». Todavia, as qualidades defensivas naturais podiam não ser suficientes, o que implicava o reforço com arranjos suplementares, como em Mócia, onde a ilha foi rodeada por uma muralha e uma calçada fazia a ligação com a terra firma, facilitando os aprovisionamentos.[carece de fontes?]

### Cartago, a principal cidade: caraterísticas gerais

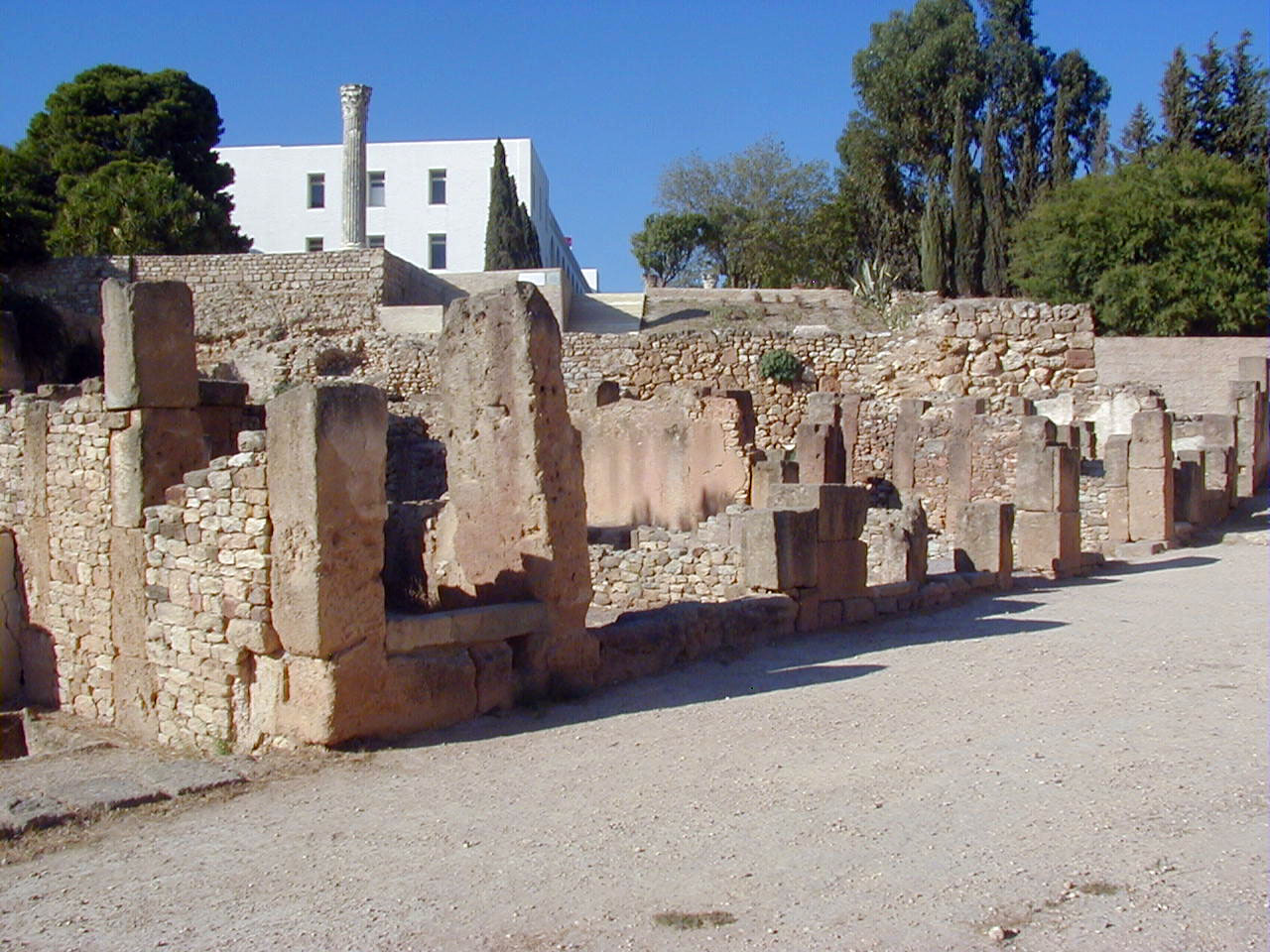
Ruínas púnicas na colina de de Cartago

Segundo a lenda, Cartago ter-se-ia desenvolvido a partir da colina de Birsa, uma cidadela e centro religioso, estendendo-se depois para a planície costeira e para as colinas a norte com o arrabalde de Mégara (atualmente La Marsa), que parece ter sido construído de uma forma mais anárquica do que o resto da cidade. Mégara é possivelmente o subúrbio mais recente, que não teve tempo para se estruturar. À exceção de Mégara Cartago foi construída segundo um plano bastante ordenado, com ruas retilíneas, exceto nas colinas, onde apesar de tudo a urbanização foi planeada. Globalmente, a planície era quadriculada pelas ruas, com a ágora e as praças ligando as ruas que raiavam em direção às colinas. A cidade era rodeada por espessas muralhas de blocos duma pedra branca que a tornavam luminosa e visível de longe. As escavações do bairro dito de Magão (ou Magon) permitiram estudar a evolução das estruturas defensivas ao longo de um extenso período. A cidade foi concebida segundo um plano que sugere que os gregos podem não ter sido os únicos a dar origem a planos urbanos retilíneos ordenados sobre dois eixos que se cruzam perpendicularmente no centro, comuns à maior parte das cidades do mundo antigo.[carece de fontes?]
O bairro da colina de Birsa foi construído segundo um plano ortogonal, que demonstra o aspeto organizado do urbanismo. As ruas direitas e pavimentadas ou, nas colinas, de terra batida, eram recortadas em ângulo reto. O relevo do terreno foi pragmaticamente tido em conta, usando lanços de escadas, com degraus muito espaçados onde a inclinação do terreno o tornasse necessário.[carece de fontes?]

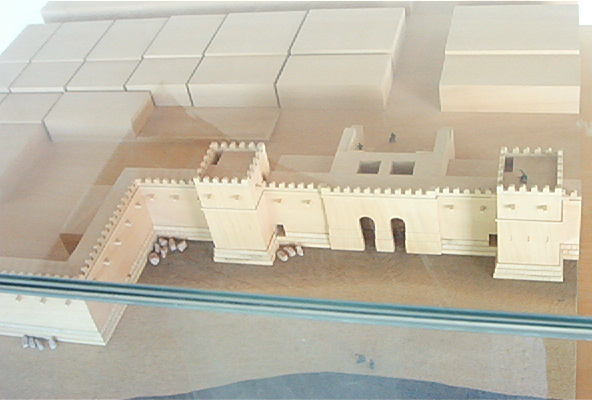
Maqueta da "Porta do Mar", no bairro de Magão de Cartago

As casas eram parcialmente edificadas usando uma espécie de cimento misturado com fragmentos de cerâmica, com que se construía o chão das divisões e as paredes. As casas tinham corredores e escadarias em madeira que davam acesso aos andares superiores. Eram abastecidas por água de cisternas subterrâneas que recolhiam a água da chuva num pátio central (uma espécie de implúvio), por meio de canalizações. Não existiam redes de esgotos, mas usava-se uma espécie de fossas séticas.[carece de fontes?]
Entre os principais elementos da cidade figuram a ágora, o porto mercantil e o porto militar, lojas de vários tipos, entrepostos, quarteirões de artesãos na periferia (como o dos oleiros), praças de mercados, necrópoles (muitas situadas entre as casas e a planície), bem como templos. A cidade era coroada pela cidadela central da colina de Birsa, onde também se encontravam os principais templos, como o de Eshmun.[carece de fontes?]
Cartago era uma grande cidade cosmopolita da Antiguidade, onde viviam fenícios e onde conviviam gregos, berberes, iberos e outros povos originários de territórios cartagineses de além-mar ou da África subsariana, que chegavam via as costas do oceano Atlântico ou as rotas dos oásis, que foram retomadas mais tarde pelos romanos. Os casamentos mistos não eram raros e contribuíram para desenvolver uma civilização particular.[carece de fontes?]

### Possessões: zona de influência ou império?

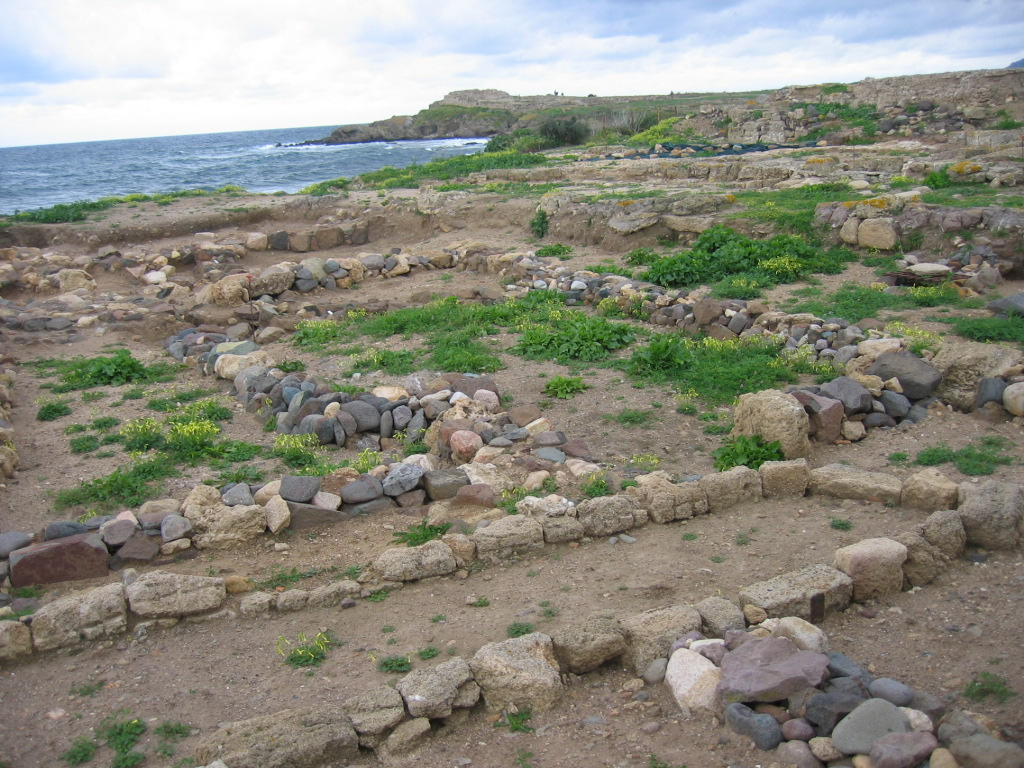
Ruínas do bairro púnico de, na costa sul da Sardenha, junto à atual vila de Pula

Na época da sua máxima expansão territorial, em 264 a.C., a área de influência de Cartago era constituída pela maior parte do Mediterrâneo Ocidental e uma parte da costa atlântica do noroeste de África. No Norte de África, os entrepostos e colónias cartaginesas estendiam-se desde o é hoje a parte ocidental da Líbia a pelo menos uma parte da costa da Mauritânia; na Península Ibérica grande parte do que é hoje a Andaluzia e a Região de Múrcia estava sob o domínio ou influência cartaginesa, o mesmo acontecendo com as ilhas Baleares, a Sardenha e a Córsega, a parte ocidental da Sicília e ainda outras ilhas mais pequenas, como Malta, as Eólias e as Pelágias. Além dos assentamentos púnicos propriamente ditos, Cartago exercia ainda o controlo sobre antigos estabelecimentos fenícios como Lixo (perto da atual Larache, a sul de Tânger), Mogador (atual Essaouira), ambos na costa atlântica de Marrocos, Gades (atual Cádis, no sul de Espanha) e Útica, a noroeste de Cartago. Entre as maiores cidades púnicas encontravam-se, além da capital Cartago, Hadrumeto (atual Sousse), Ruspina (atual Monastir), Cartagena e Hipona (atual Annaba).[carece de fontes?]
Gades e Útica foram fundadas pelos fenícios entre os século XII e X a.C. Cartago foi fundada numa península rodeada de lagunas a nordeste do que é hoje o centro de Tunes. No auge da sua glória, a cidade tinha 700 000 habitantes, a crer em Estrabão, o geógrafo grego do século II a.C.[carece de fontes?]
Apesar do tipo de ligações entre Cartago e as diversas componentes das suas possessões ser largamente desconhecido, não há dúvidas que a metrópole se encarregava das relações diplomáticas e do comércio, mas Sabatino Moscati considera que a «a incapacidade [de Cartago] de criar um império sólido e estruturado» foi uma das causas da sua derrota final.

## Arquitetura e urbanismo

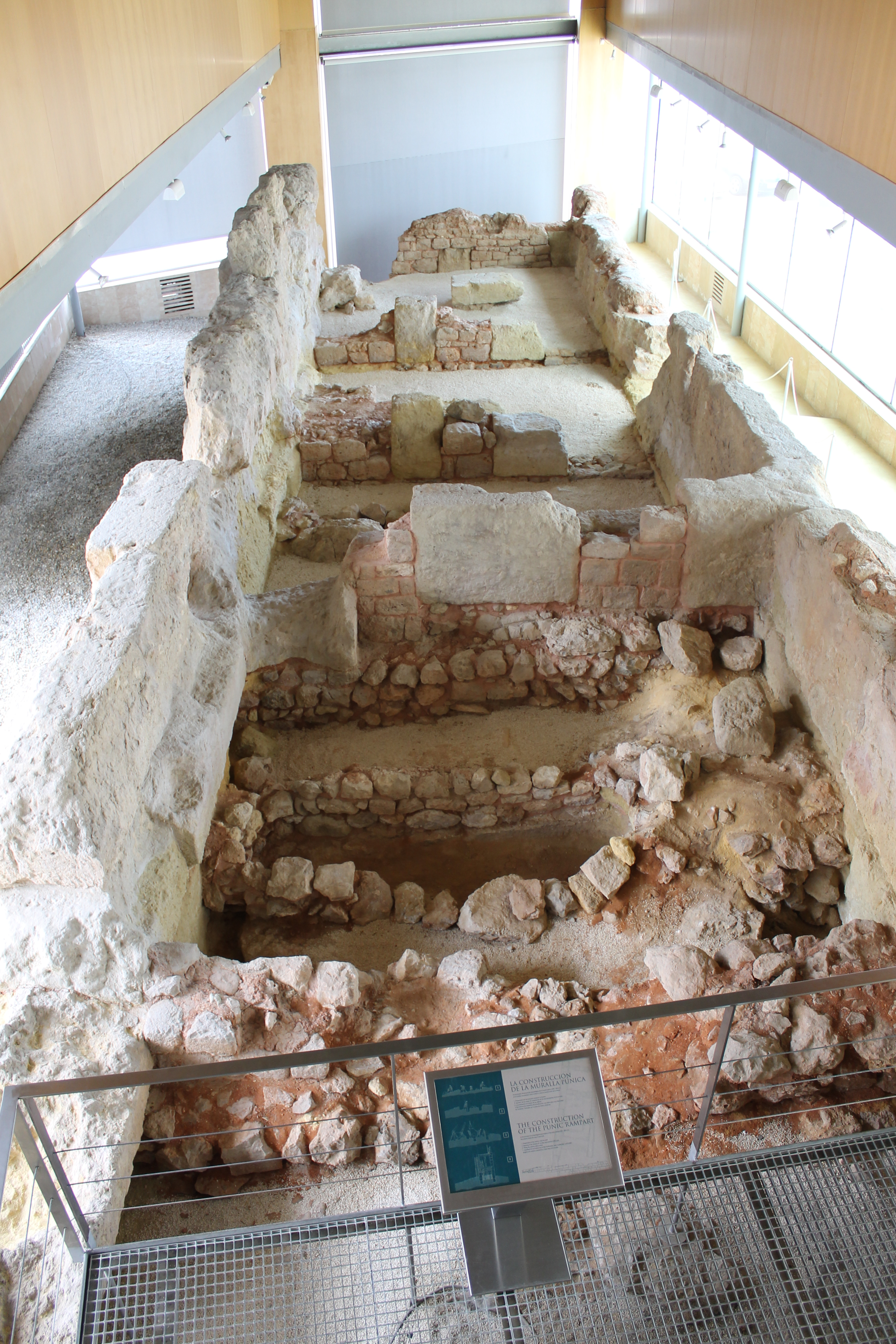
Restos da muralha púnica de Cartagena, no sul de Espanha

### Proteção da cidade: fortificações
Os autores antigos evocaram longamente as muralhas das cidades púnicas quando relataram os cercos a que foram sujeitas algumas delas. Além das cidadelas das principais cidades, existiam também fortalezas destinadas a controlar determinados territórios. As escavações arqueológicas confirmaram em larga medida a difusão por todo o espaço púnico da cidade com muralha fortificada, pelo menos no estado atual da investigação. As escavações do bairro de Magão de Cartago puseram em evidência o traçado da muralha da cidade, na qual existia uma porta no lado do mar.
Os púnicos reutilizaram muralhas anteriores em certos casos, como em Érix (atual Erice), na Sicília, e as próprias fortalezas previamente existentes por vezes eram usadas como envasamento (base) para outros elementos fortificados, como em Kélibia, no cabo Bon.

### Espaços públicos e estruturas
O espaço público organizava-se em redor da ágora: centro da cidade, a praça era rodeada pelo edifício do Senado e outras edificações de caráter religioso. A ágora de Cartago nunca foi objeto de reconhecimento arqueológico, apesar da sua localização ser mais ou menos conhecida.

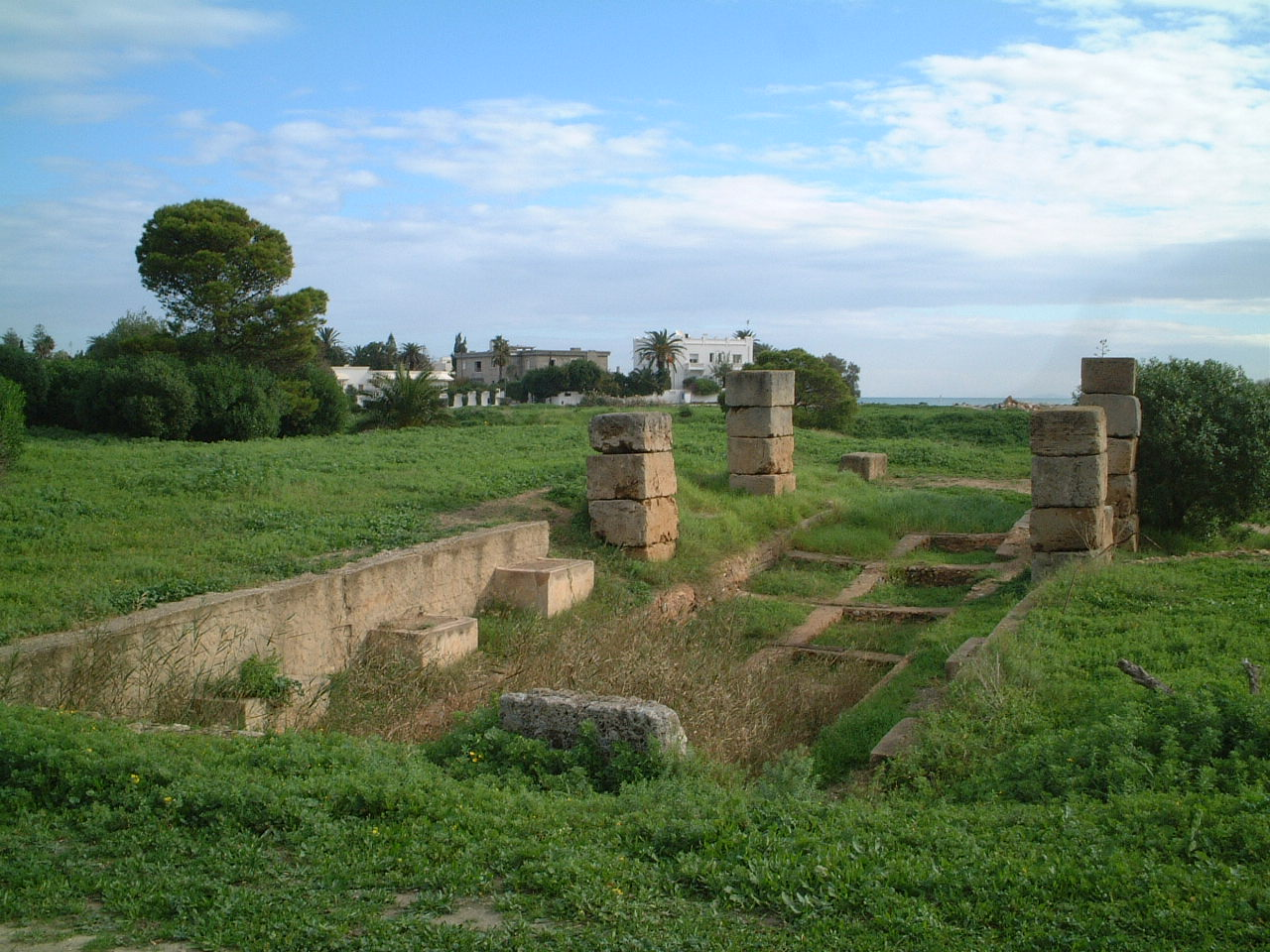
Doca seca na ilhota do almirantado de Cartago, construídas depois do século IV a.C.

A localização dos sítios usados pelos púnicos requeria a construção de estruturas, portos e cothons Até mesmo em locais onde os navios podiam estar abrigados em enseadas ou outros locais naturalmente privilegiados, como o stagnum de Mócia, onde no início não houve construção de estruturas artificiais, rapidamente se passou a considerar indispensável a criação das estruturas artificiais chamadas cothon. Encontramos esse tipo de porto artificial em Rachgoun, Mócia, Sulcis (Sant'Antioco) ou ainda em Mádia, se bem que nesta última nem todos os autores estejam de acordo quanto a ter existido um cothon, pois as instalações portuárias foram atribuídas à época fatímida.
No caso de Cartago as instalações — pelo menos no seu estado final, já que a localização dos portos primitivos da cidade ainda é tema de debate — são muito elaboradas e descritas por um texto célebre de Apiano. A fase final da construção teve lugar provavelmente na primeira metade do século II a.C., com um porto mercantil de um porto militar de forma circular, no meio do qual existia uma ilhota (dita do almirantado) que garantia a segurança da frota de guerra e uma discrição que limitava os riscos de espionagem.
A escavação destas estruturas durante a campanha internacional de Cartago confirmou que alguns dados desse texto são verossímeis, em particular o número de 220 navios que podiam ser abrigados, apesar deste número poder ser inferior em algumas poucas dezenas. No final do período cartaginês, na ilhota do almirantado e em volta do porto militar havia docas secas onde os navios passavam o inverno. Nas vizinhanças do porto comercial situava-se uma zona de armazéns e de oficinas de artesãos.

### Arquitetura sagrada

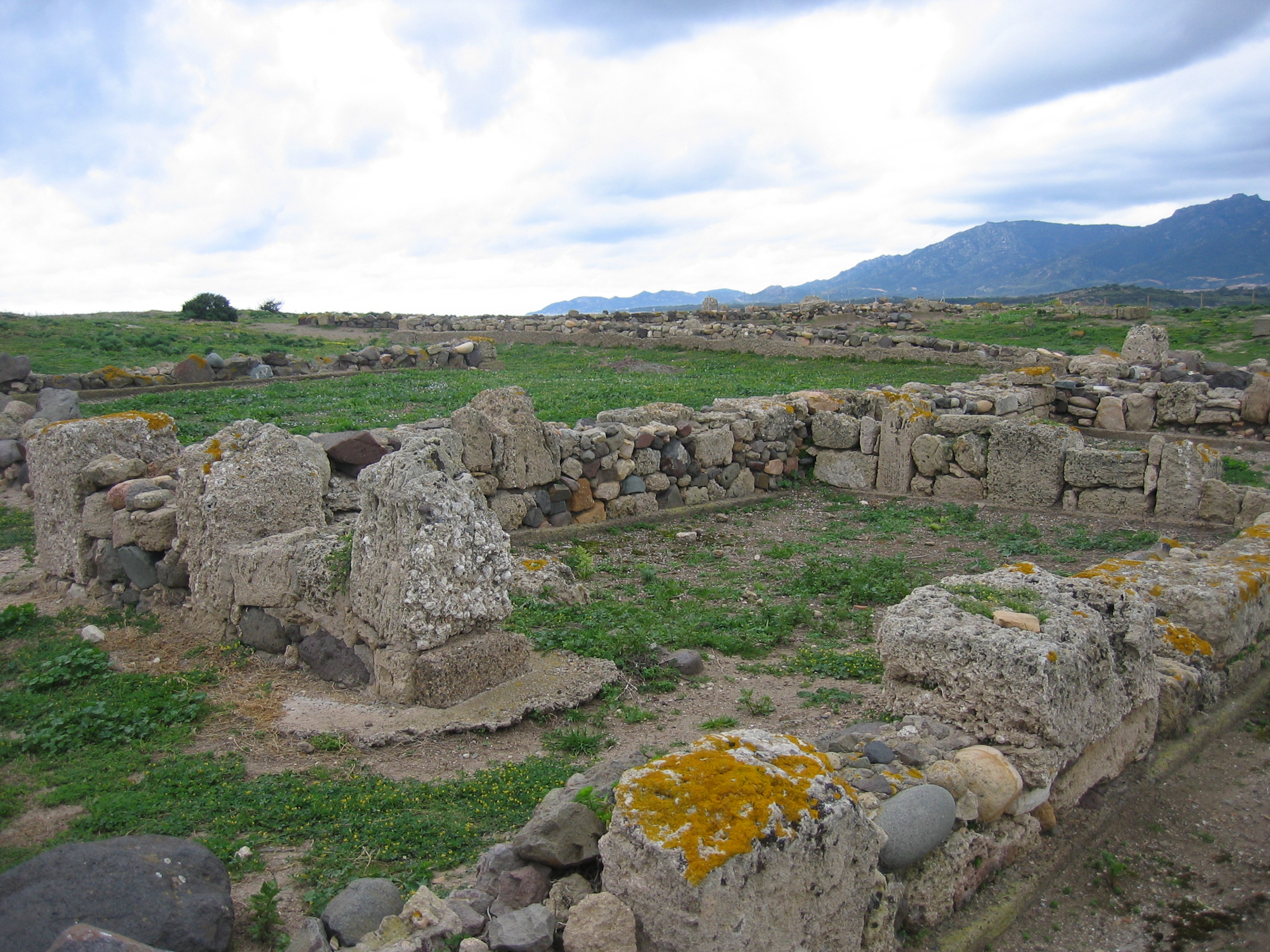
Ruínas do Templo de Eshmun (posteriormente dedicado a Esculápio, em Nora, Sardenha

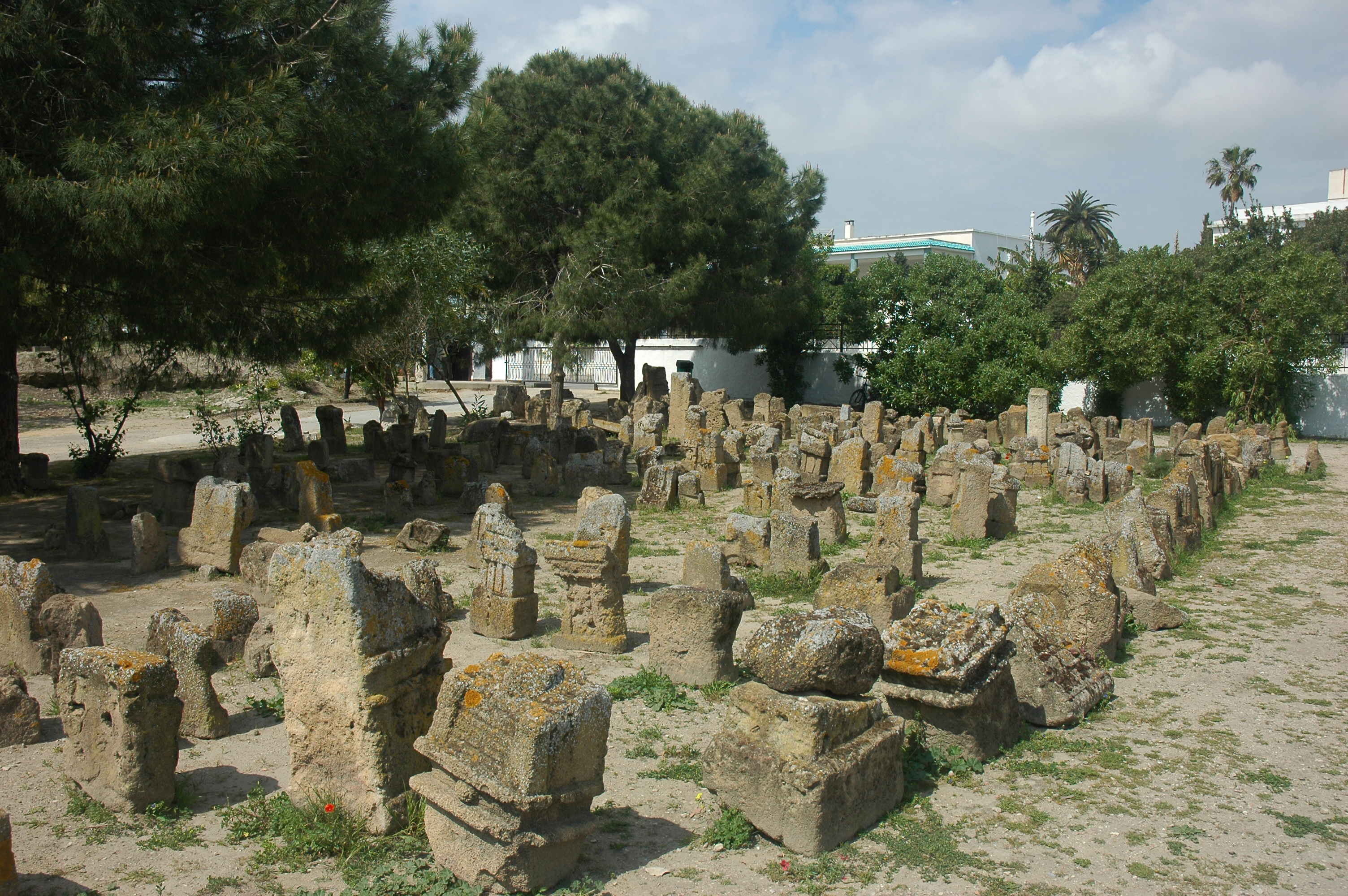
Estelas naquilo que pode ter sido o (ou de Salammbô)

A localização do espaço sagrado na civilização cartaginesa estava ligada à topografia urbana, apesar de por vezes a arqueologia ter demonstrado a ausência de regras para o posicionamento dos locais afetos a esse uso. De facto, têm-se encontrado locais sagrados tanto nos centros urbanos ou acrópoles como nas periferias, quando não até nas zonas rurais. A localização de locais de culto estava dependente do crescimento das cidades, o qual continua em grande parte desconhecido e a posição dentro da cidade pode ter evoluído ao longo do tempo.
Alguns locais de culto são conhecidos pelas fontes literárias, como o templo de Eshmun, o maior santuário de Cartago, que segundo Apiano se encontrava no cimo da acrópole, a qual se identificou como sendo a colina de São Luís, rebatizada Birsa. No entanto, o cume dessa colina foi completamente arrasado na época romana, o que implicou a perda do conjunto dos seus vestígios. O templo de Melcarte em Gades foi durante afamada durante muito tempo, até à época romana. O santuário de Astarte em Tas-Silg, perto da atual Marsaxlokk, no sul de Malta, sucedeu a um espaço de culto indígena e foi igualmente célebre.
Nas escavações em Cartago foram descobertos outros espaços de culto mais modestos na vizinhança da atual estação ferroviária de Salammbô, na Cartago moderna, e também junto à aldeia de Sidi Bou Said. Aparentemente, o templo dito de Apolo pode ter sido descoberto durante a campanha internacional de escavações da UNESCO na orla da área que era ocupada pela ágora, e ao qual se poderão associar as estelas descobertas perto dessa zona no século XIX e atribuídas ao tofete. O santuário rural de Tinissute (atual Bir Bouregba), apesar de ser datado do início do Império Romano, tem todas as caraterísticas dos santuários orientais tanto pelo seu conjunto de pátios justapostos como pelo seu mobiliário de estátuas em barro cozido representando Ba'al Hammon.
O tofete é uma estrutura que se encontra em numerosos sítios do Mediterrâneo Ocidental, situado num local afastado da cidade, por vezes num lugar insalubre, como no caso de Cartago. A área apresenta-se como um espaço ocupado pouco a pouco por deposições de urnas e de estelas, que eram cobertas de terra a fim de continuar a utilizar o mesmo espaço. O estudo deste tipo de estrutura gerou desde o início um debate muito aceso, que ainda dura, com as escavações a não colocarem termo às polémicas originadas por algumas fontes clássicas. Segundo alguns autores, o tofete seria um santuário e um cemitério.

### Arquitetura privada

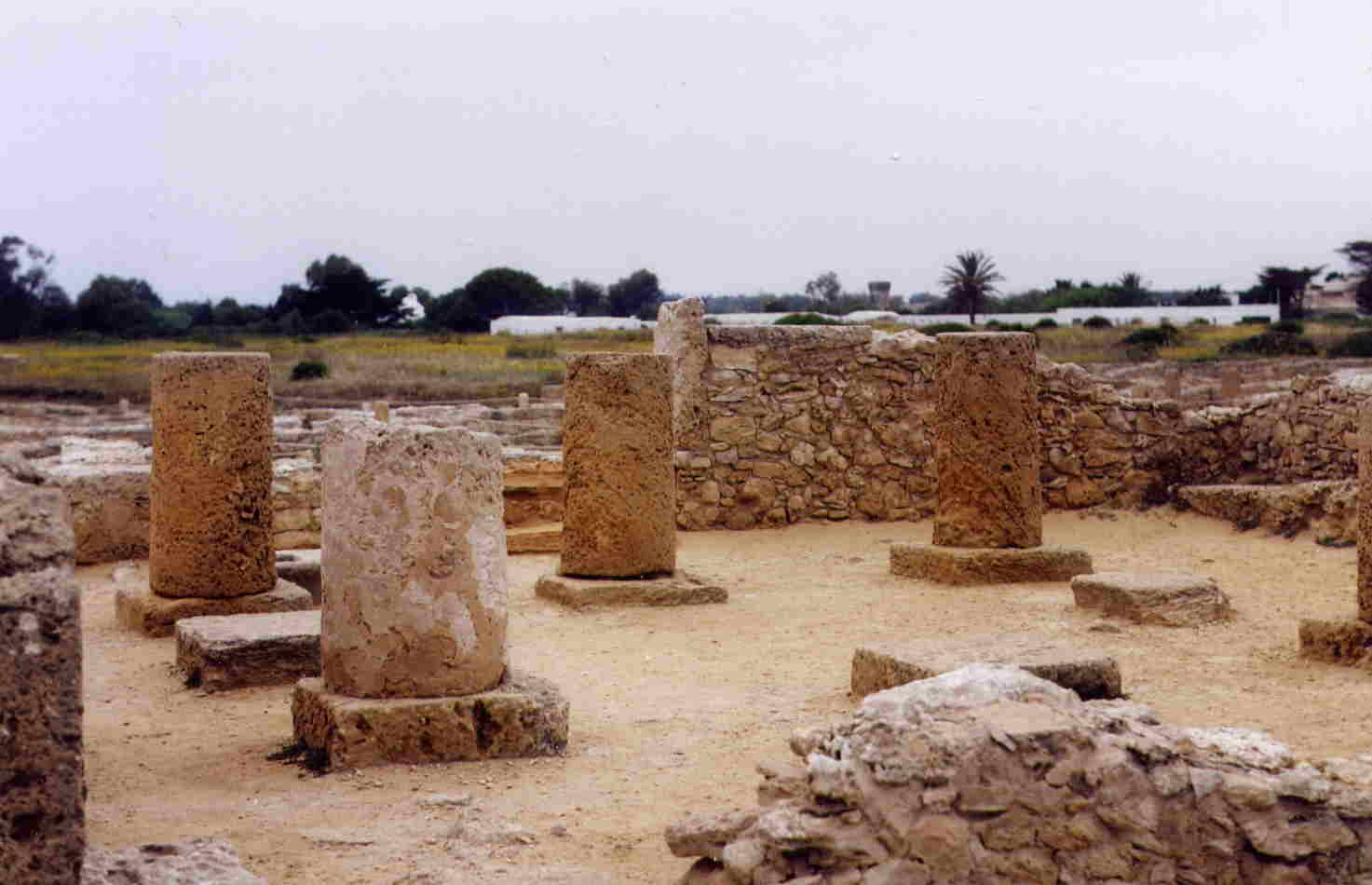
Casa com peristilo na rua do Apotropeu de Kerkuane, datada do fim do século IV ou início do século III a.C.

Nas escavações em Kerkuane e em dois bairros púnicos de Cartago — o de Magão e o de Aníbal — foram descobertos bairros organizados segundo um plano em quadriculado com ruas largas.
A organização da casa púnica é atualmente bem conhecida. A entrada das habitações do bairro de Birsa, batizado bairro de Aníbal, é bastante estreita, com um longo corredor que conduz a um pátio onde se encontra um escoadouro e em volta da qual se organiza o edifício. Na frente situava-se um espaço dedicado, segundo algumas interpretações, ao comércio; uma escadaria conduzia ao andar superior. Várias fontes, em particular Apiano, afirmam que os prédios tinham seis andares. Os vestígios arqueológicos confirmam a presença de de vários andares, mas desconhece-se o seu número. Algumas moradias aparentam ser mais sumptuosas do que outras, em particular uma villa com peristilo no bairro de Magão. Observa-se a mesma distinção nas casas de Kerkuane, com o belo exemplo da villa da rua do Apotropeu (Apotropaion).
A organização das casas levou M'hamed Hassine Fantar a dizer que seguiam um modelo oriental, com uma apropriação de influências líbias. A questão da água no mundo púnico é da responsabilidade de cada um; as casas eram dispunham de cisternas que atualmente ajudam os arqueólogos no estudo da topografia urbana. Em Kerkuane foram encontradas numerosas banheiras.

### Arquitetura funerária

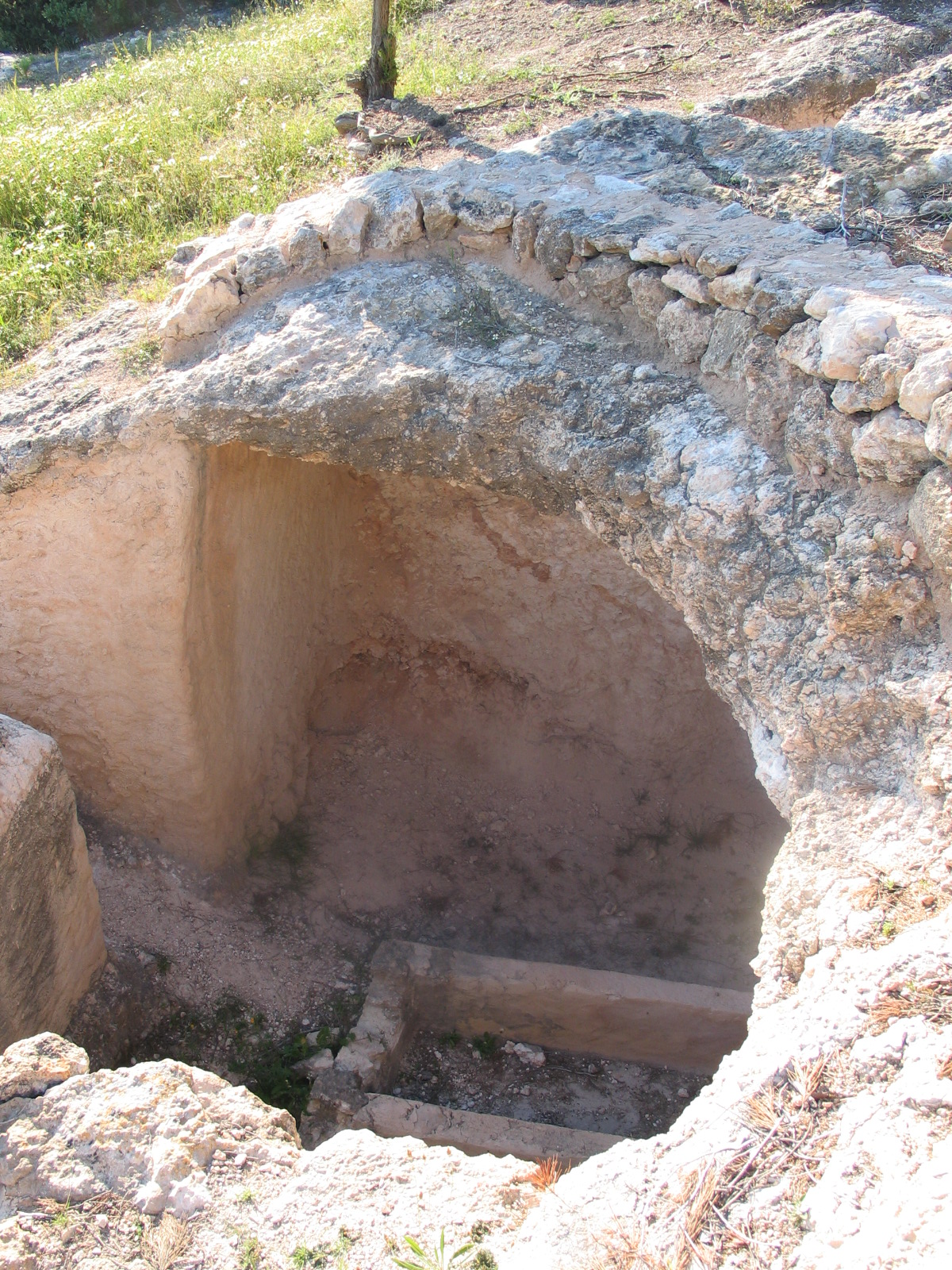
Sepultura púnica em Cala d'Hort, Ibiza

A arquitetura funerária foi o primeiro elemento que foi estudado desde o fim do século XIX, em particular em Cartago, onde as exumações deram lugar a verdadeiras cerimónias mundanas. A localização em arco de círculo dessas necrópoles permitiu circunscrever a cidade púnica e examinar as variações do seu perímetros.
Os arqueólogos notaram uma certa tipologia de túmulos, geralmente escavados na rocha e não construídos, quer como um tipo de túmulo em poço simples com o caixão no fundo ou a meio, quer incluindo uma escadaria que conduz a um poço. Esta forma de inumação é largamente predominante, exceto em alguns períodos, como demonstrado na escavação da necrópole púnica de Puig des Molins, em Ibiza.
O mobiliário e a decoração destas sepulturas são estereotipados: peças de olaria, talismãs, joias, pedras, uso do ocre vermelho (simbolizando sangue e, consequentemente, a vida), ovos de avestruz (símbolo da renascença) e miniaturas de mobiliário em argila. O caixão era geralmente revestido com gesso. Um sarcófago de madeira, num estado de conservação excecional, foi descoberto em Kerkuane, mas até hoje é o único exemplar conhecido do seu género. Diversos túmulos foram ornamentados com decorações pintadas, como os de Djebel Mlezza, no cabo Bon, que podem ser considerados como simbolizando a crença púnica num Além, com a alma do defunto a efetuar uma espécie de viagem. Segundo François Decret «para este povo de marinheiros, a Cidade celeste era o último porto a abordar».

### Outros aspetos da arquitetura e mosaicos púnicos

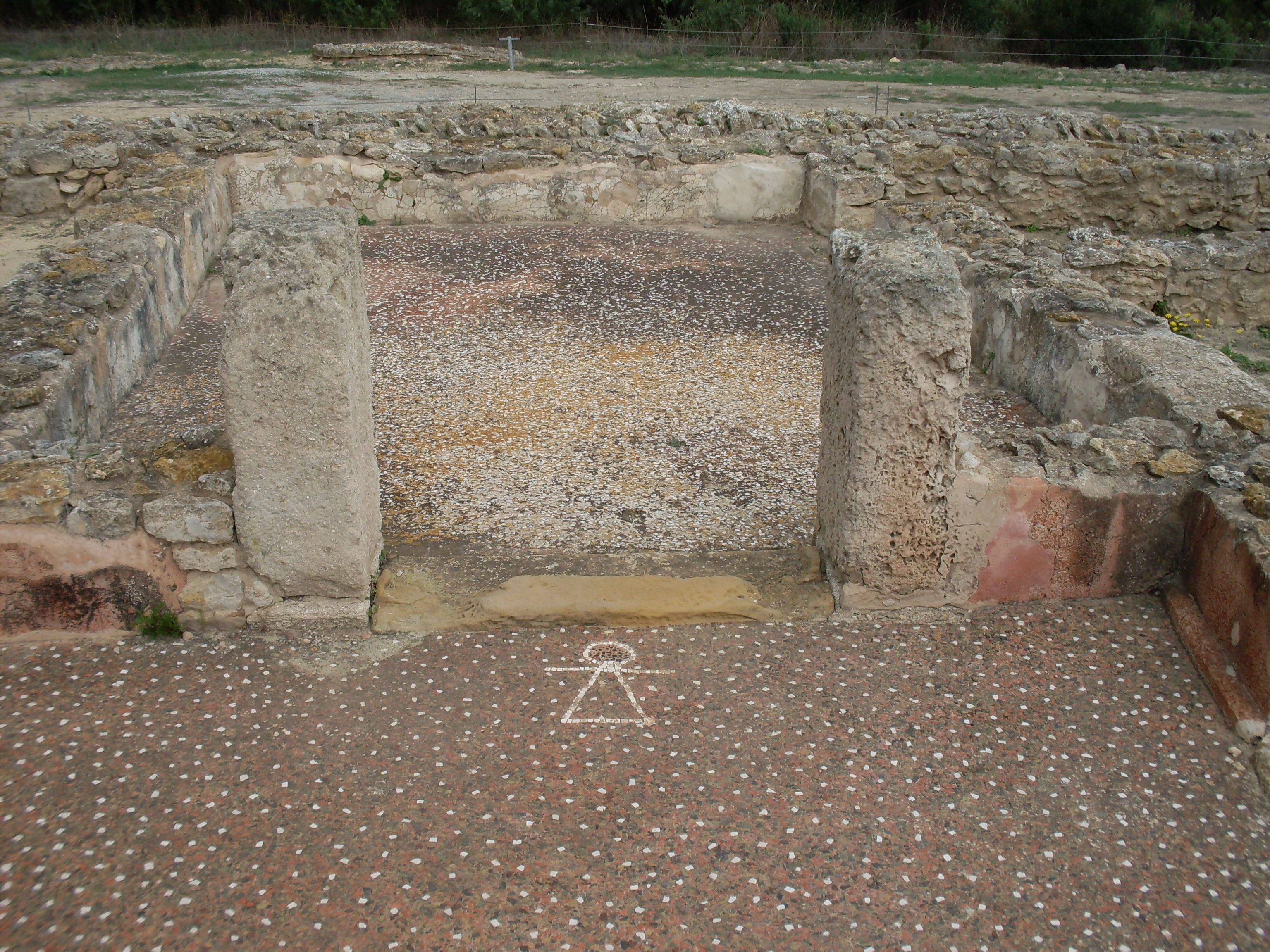
Pavimento de mosaico dito pavimenta punica numa casa de Kerkuane

Poucos vestígios da arquitetura púnica sobreviveram, devido à aplicação do princípio romano Delenda est Carthago ("Cartago deve ser destruída"), mas há diversas características que se podem depreender das investigações arqueológicas. As escavações em Cartago, em particular as do bairro de habitação à beira-mar, dito "bairro de Magão", e as de Kekuane, puseram em evidência as influências arquiteturais do Egito Antigo nos períodos mais antigos e da Grécia Antiga nos períodos mais recentes.
A utilização da cornija "com garganta", bem como a existência de modelos reduzidos de fachadas de templos nas estelas com discos solares e ureus testemunham a influência egípcia. Fragmentos de colunas emolduradas de arenito de  El Haouaria (cabo Bon), ornamentadas com estuque foram também descobertos, bem como provas do uso da ordem jónica, nomeadamente no naiskos de Thuburbo Majus, e da ordem dórica nas escavações de Birsa.
As escavações de Kerkuane e as do flanco sul de Birsa revelaram também a presença de mosaicos ditos pavimenta punica, com tesselas aglomeradas numa espécie de argamassa vermelha. Descobriram-se também representações figuradas do  símbolo de Tanit, quer na cidade de cabo Bon como em outros locais. Estes objetos datados do século III a.C. põem em causa a origem grega do mosaico clássico, durante muito tempo considerada um dado adquirido pelos historiadores e arqueólogos.

## Marinha e exército

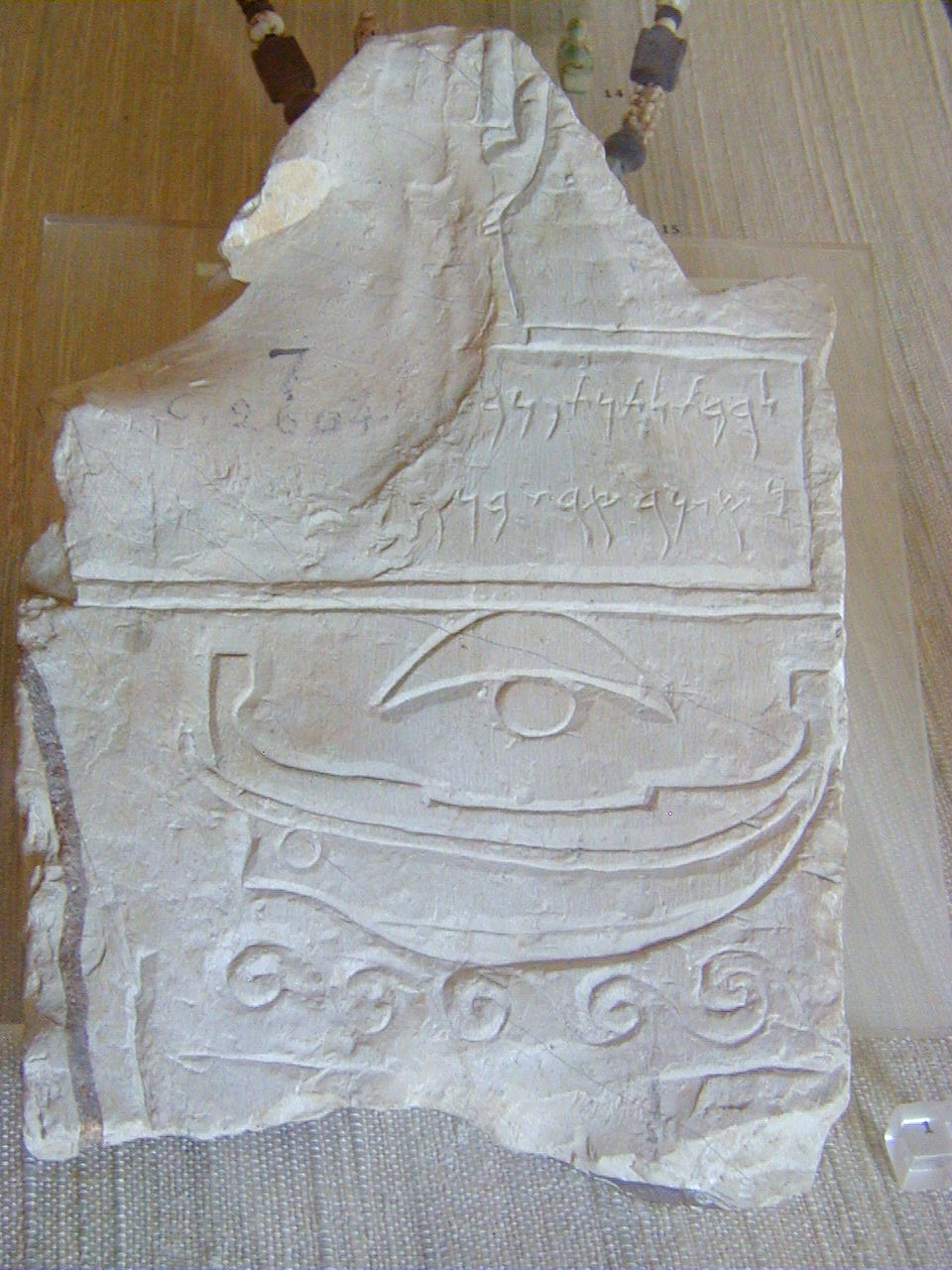
Figura de um navio púnico numa estela do Tofete de Cartago datada do século III ou II a.C., exposta no Museu Nacional de Cartago, Tunes

O filólogo, historiador e arqueólogo francês Serge Lancel associou estes dois termos nos seus estudos, pois é inútil tentar estudar a civilização cartaginesa sem apreender aquilo que são dois pilares da expansão púnica no Mediterrâneo Ocidental.

### Marinha
Cartago beneficiou dos avanços fenícios em matéria de construção naval e de comércio marítimo. Desde o início da ascensão de Cartago que a marinha púnica teve como objetivos a proteção das rotas comerciais e de mantê-las secretas, em particular exercendo o controlo da zona do estreito de Gibraltar.
Ao serviço do comércio, a marinha afastou os concorrentes gregos, em particular os focenses. Cartago dominou os mares durante largo tempo; possuía a tecnologia marítima e o conhecimento dos mares mais avançados da sua época. Copiada pelos romanos para recuperarem do seu atraso nesse domínio, o poderio naval cartaginês foi consideravelmente reduzido durante a Primeira Guerra Púnica, em meados do século III a.C.

#### Tipos de navios
As duas marinhas de Cartago (mercante e de guerra) tiveram a mesma finalidade: a preservação do comércio. O poderio naval de Cartago explica-se pelo conhecimento superior das técnicas de navegação. Apoiava-se em dois tipos de navio: os trirremes, galés com três filas sobrepostas de remos; e os quinquerremes, com cinco filas de remos. As embarcações estavam equipadas com proas com carrancas (esculturas) de cabeça de cavalo, conforme é sugerem algumas representações iconográficas. Excelentes construtores de navios, os púnicos construíram graças à sua frota um império marítimo que alguns autores compararam ao de Atenas.

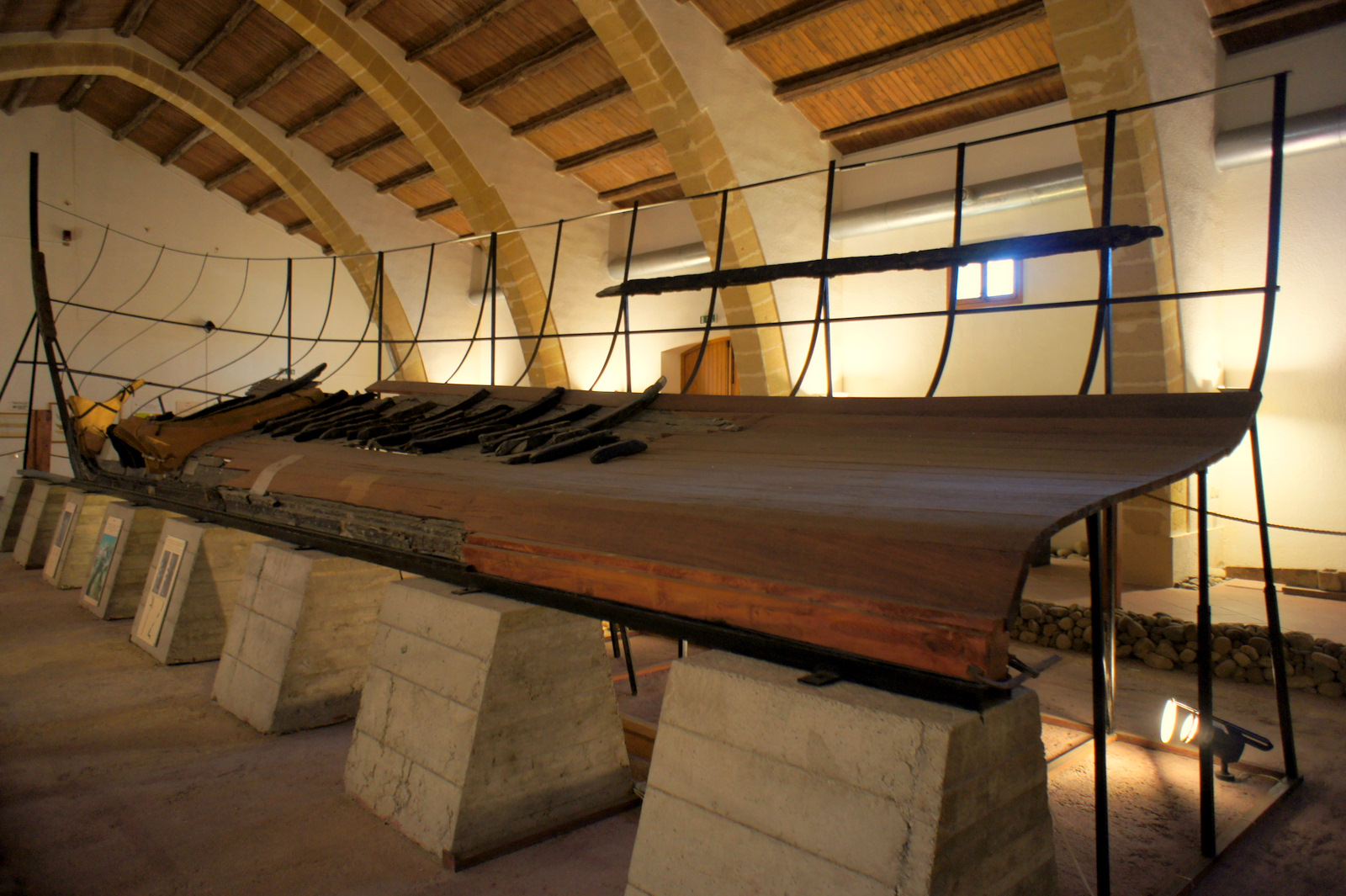
Restos de um dos ao largo de Marsala, na Sicília ocidental

A descoberta de dois navios de guerra cartagineses naufragados ao largo de Marsala, na Sicília ocidental, permitiu aprofundar os conhecimentos atuais sobre a construção naval púnica do século III a.C. Os navios eram então construídos usando uma técnica muito elaborada, em que eram usados elementos "pré-fabricados". Esta técnica confirma o que consta dos textos clássicos, nomeadamente os de Apiano. O navio, qualificado em francês como chiourme, estava dotado de um Rostro (esporão) destinado a atacar os barcos inimigos.
As unidades militares da marinha evoluíram ao longo da história. O trirreme, surgido no século VI a.C., embarcava 200 homens além dos remadores. O quadrirreme foi inventado no período helenístico (a partir do final do século IV a.C.). O quinquerreme, com capacidade para pelo menos 300 homens, foi concebido durante as guerras púnicas. A logística era assegurada por outros navios chamados gaulos (gauloi).

Mapa do périplo de Hanão (século VI ou)

#### Périplos
Os périplos marítimos testemunham a ousadia dos marinheiros púnicos e o seu domínio dos conhecimentos navais. É possível que tenham descoberto novas terras: no périplo de Hanão (século VI ou V a.C.), os púnicos de Gades exploraram as costas africanas até ao golfo da Guiné com uma frota de navios cartagineses. No périplo de Himilcão teriam alcançado as ilhas Cassitérides (do estanho), algures ao largo da Grã-Bretanha, na rota do estanho.

### Exército

#### Recrutamento e comandos
O tema do recrutamento do exército cartaginês, dos seus mercenários e do papel dos cidadãos foi sublinhado pela historiografia desde a Antiguidade: a derrota de Cartago estaria ligada ao recrutamento de soldados profissionais e ao pouco envolvimento dos cidadãos, ao contrário do que acontecia na Grécia e em Roma. Este argumento não tem em conta a coragem dos soldados durante os últimos combates, em que a população também participa, nem a organização da marinha de guerra, em que estavam envolvidos cidadãos.
O exército púnico era composto por soldados de diversas origens: mercenários, cidadãos alistados voluntariamente e habitantes das possessões cartaginesas ou de aliados. O exército tinha por isso um forte caráter cosmopolita; cada uma das partes contribuía com unidades à guisa de participação no esforço comum. Uma estrutura desse tipo não apresentava alguns perigos, pois o Estado não regulava os soldos, como demonstrou a Guerra dos Mercenários a seguir à Primeira Guerra Púnica.
O comando cartaginês estava nas mãos de militares provenientes das grandes famílias que eram nomeados pela assembleia do povo. A hierarquia militar continua mal conhecida, apesar de parecer comprovado que o título de general corresponde ao de rab. A cidade não se mostrava muito indulgente com os oficiais vencidos, havendo muitos relatos de generais crucificados ou executados.

#### Unidades terrestres e armamento

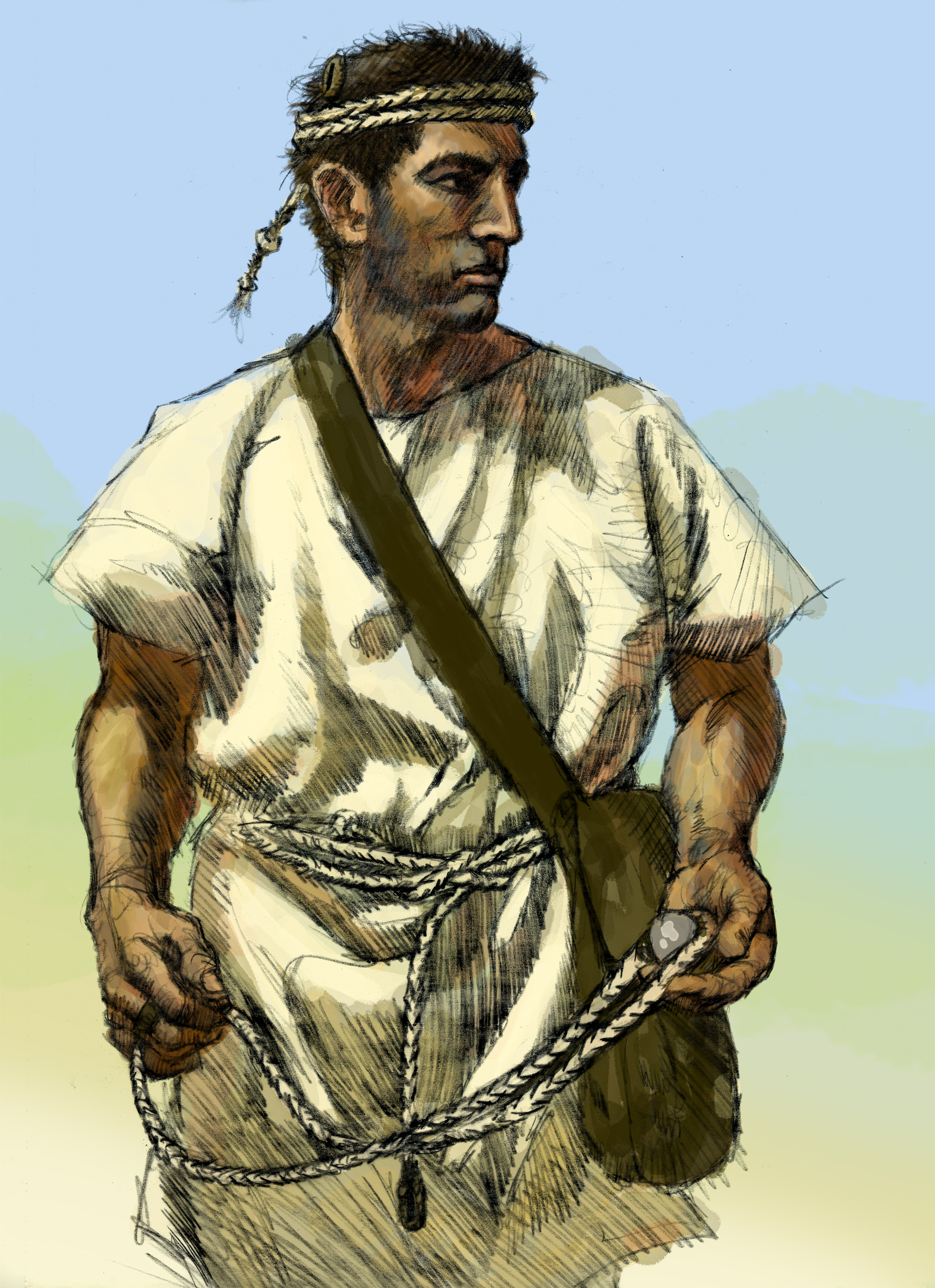
Reconstituição de um

As tropas de Cartago não diferiam muito das suas congéneres da época. As mudanças nas estruturas e nas manobras devem-se a Aníbal Barca, que queria modificar um exército baseado nas falanges com origem na tradição grega, pelo menos no período melhor conhecido da história de Cartago, a partir das guerras sicilianas e depois as guerras púnicas.
Havia diversas unidades diferentes, organizadas em batalhões segundo a sua origem étnica, por vezes armadas conforme as suas próprias tradições. A infantaria ligeira compreendia, além de cidadãos armados de lanças e espadas, unidades especializadas, como os  fundibulários das Baleares, arqueiros e lanceiros líbios armados com dardos, punhais e escudos de couro, e ainda grupos de infantaria iberos equipados com escudos e espadas curtas chamadas falcatas. O "batalhão sagrado", descrito por Diodoro Sículo e Plutarco tinha um armamento específico. A infantaria pesada estava organizada em falanges, segundo o modelo macedónico, mas desconhece-se se a sarissa, caraterística dessa formação, era usada no exército cartaginês.
As outras unidades terrestres eram constituídas sobretudo por cavaleiros, no início unicamente númidas e depois também de outras origens, nomeadamente iberos e gauleses. Estas unidades com elevada mobilidade fizeram a diferença nos campos de batalha da Segunda Guerra Púnica. O seu equipamento incluía carros de combate, com origem numa longa tradição líbia ligada aos contactos deste povo com os exércitos egípcios, e elefantes de guerra. Estas últimas unidades, mencionadas com destaque pelos contemporâneos das guerras púnicas, na realidade foram limitadas em número e só usadas tardiamente, provavelmente depois das guerras pírricas (280–275 a.C.). O seu uso tinha objetivos mais psicológicos do que de combate. Os elefantes eram provavelmente de uma espécie local, menor do que o elefante-asiático. Segundo alguns autores, os cornacas (condutores) seriam de origem indiana.

### Técnicas e manobras

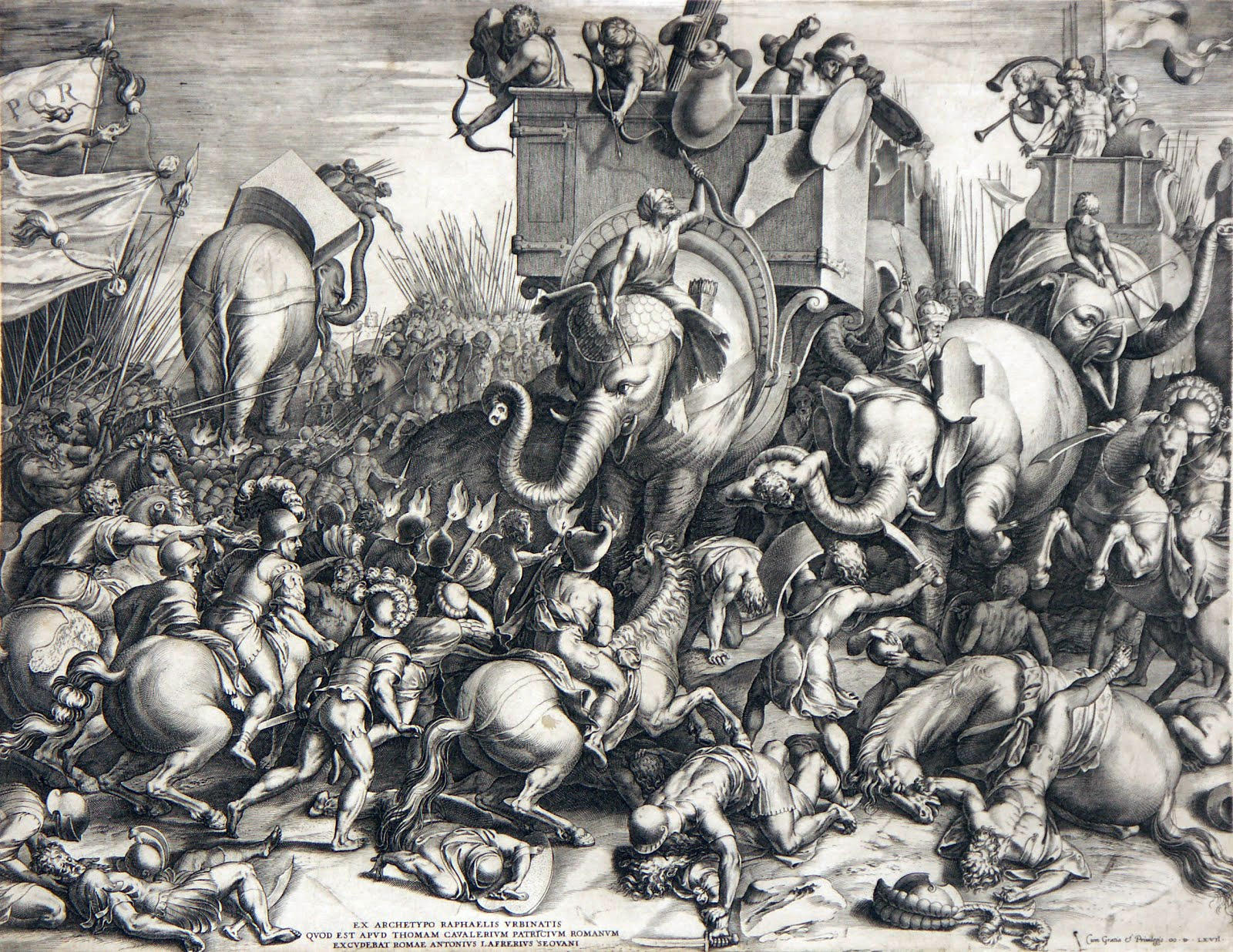
A batalha de Zama na visão de Cornelis Cort

Entre as contribuições de origem macedónica à arte da guerra cartaginesa, os historiadores salientam a organização em falange e a disposição das tropas em campanha e nos campos. Entretanto, algumas alterações devem-se a Aníbal Barca: a importância estratégica da cavalaria, novas manobras de envolvimento do adversário (batalha de Canas), e ainda uma tática de emboscada para atenuar uma desvantagem numérica, como na batalha do Lago Trasimeno. Os elefantes de guerra, apesar de pouco usados e apenas tardiamente, eram muito notados pelos adversários, e desempenhavam um papel de intimidação e desorganização das linhas inimigas.
No que concerne à guerra no mar, o habitual na época era armar os navios de rostros (esporões) atacar as embarcações inimigas. Para contrariar o avanço cartaginês, os romanos conceberam o corvo, para facilitar a abordagem e ganhar vantagem. Foi graças a este dispositivo que lograram derrotar Cartago na batalha de Milas.
Os cartagineses eram também mestres em poliorcética (técnicas de cerco), usando torres de cerco, balistas e catapultas.
|  |  |  |  |  |  |  |

## Política e sociedade

### Instituições
A organização política de Cartago foi elogiada por numerosos autores antigos, que destacavam a sua «reputação de excelência»". Apesar de serem conhecidos poucos detalhes sobre o governo da grande cidade, dispõe-se, contudo, de um texto precioso de Aristóteles que descreve como um modelo de constituição "mista", equilibrado e que apresentava as melhores caraterísticas de diversos tipos de regimes políticos. Este documento alimentou um debate animado, com certos historiadores, como Stéphane Gsell, a considerarem-no uma descrição tardia. A generalidade dos investigadores entende que houve uma evolução das instituições ao longo da história.
Não obstante a insuficiência de informações disponíveis sobre Cartago, os dados são muito mais importantes do que sobre as outras cidades púnicas.

#### Problemática da realeza em Cartago
Apesar de Dido, que segundo a mitologia teria sido a fundadora de Cartago, fazer parte de uma família real, a lenda da cidade não a menciona como rainha. Os autores gregos e latinos referem a presença de basileis ou reges. A teoria da realeza de Cartago, defendida e desenvolvida veementemente por Karl Julius Beloch (1854–1929) e Gilbert Charles-Picard (1913–1928) é atualmente refutada pela maior parte dos historiadores. Uma parte da historiografia faz supor que houve ambições monárquicas no modelo helenístico dos Bárcidas na Hispânia, uma hipótese também refutada por Maurice Sznycer.
O mundo fenício-púnico não ignorava, porém, a monarquia: os reis fenícios mencionados em Tiro não eram, contudo, detentores de um poder absoluto.

#### Sufetes
O modelo político de Cartago devia ser semelhante ao de Roma, conforme as tradições orientais e de Tiro, com um senado e dois sufetes (literalmente: "juízes"), eleitos anualmente, mas chamados "reis" pelos romanos e gregos devido à incapacidade de encontrarem nas suas culturas um termo adequado para transmitir a realidade púnica.
Supõe-se que estes sufetes exerciam simultaneamente o poder judiciário e executivo, mas não o poder militar, reservado aos chefes eleitos separadamente todos os anos pela assembleia do povo e recrutados entre as grandes famílias da cidade. Aníbal Barca, por exemplo, foi eleito sufete depois da derrota de Zama em 196 a.C., segundo Tito Lívio. O poder dos sufetes era provavelmente um poder civil de administração da coisa pública.

#### Elementos oligárquicos
Os sufetes eram assistidos por um "Conselho dos Anciãos". Os textos históricos evocam os "Anciãos de Cartago" da mesma forma que em Léptis Magna ainda eram mencionados os "Grandes de Léptis Magna" em plena época romana. Aquele conselho foi assimilado ao senado, sendo os seus membros designados nas diversas fontes como "gerontes" ou "seniores".
O senado, provavelmente composto por membros das famílias influentes, contava certamente com várias centenas de membros. Tinha competência para todos os assuntos da cidade: guerra, paz, diplomacia, etc. Os generais prestavam contas dos seus atos perante esta assembleia, que tinha a última palavra sobre todos os negócios do estado. Não se sabe se os sufetes eram eleitos por estes oligarcas ou pela assembleia do povo.
Além destes, Aristóteles é o único autor clássico que menciona um conselho restrito, os "Cento e Quatro" ou os "Cem" e as "pentarquias". Pouco se conhece destas instituições; segundo Justino Frontino (século II d.C.), a primeira teria funções judiciárias.

#### Elementos democráticos
O texto de Aristóteles menciona uma assembleia do povo e, a crer em Políbio, ela tomou o poder durante os séculos III e IV a.C. O seu poder era sem dúvida grande; o mesmo autor fala de corrupção muito difundida para a obtenção de magistraturas. e de comandos militares. Supõe-se que assuntos sobre os quais havia desacordo entre as instituições oligárquicas eram levados a esta assembleia, mas isso não é comprovado por provas arqueológicas. Também se supõe que só os homens livres eram admitidos na assembleia. Algumas fontes, como Diodoro Sículo, referem uma reunião na ágora da cidade.
Estas incógnitas não permitem determinar qual era o grau de democracia na antiga Cartago. Contudo, parece claro que as principais famílias de comerciantes exerciam o essencial do poder.

### Organização social
A sociedade cartaginesa era muito estratificada. O essencial do poder económico, político e religioso era detido por uma aristocracia originária de Tiro. O resto da população distribuía-se em proporções desconhecidas em artesãos, comerciantes e um proletariado heterogéneo composto de escravos e de populações nativas ou púnicas. O lugar da mulher ainda é tema de debate.

#### Estratificação da sociedade
A aristocracia cartaginesa era caracterizada pela sua origem em Tiro (fenícia), sendo a sua fortuna ligada às funções de armadores, proprietários rurais e a funções ligadas ao poder político e judiciário. Tinham um modo de vida luxuoso e viviam no cabo Bon ou no bairro de Mégara.
Era no seio desta aristocracia que se deviam recrutar os sacerdotes, formavam uma classe muito organizada mas que não desempenhavam qualquer papel político. O sacerdócio podia ser igualmente exercido pelas mulheres. Os seus trajes são conhecidos graças à "estela do sacerdote com a criança" encontrada no tofete, na qual a personagem identificada como o celebrante enverga uma túnica de linho e uma touca peculiar que coroa a cabeça rapada.
As classes mais baixas são mal conhecidas, mas supõe-se que eram formadas por homens livres e escravos que podiam pertencer a uma pessoa ou ao estado. Além disso, encontravam-se nas cidades cartaginesas alguns estrangeiros originários da bacia mediterrânica.

#### Mulheres
Não obstante as suas personalidades fortes e destinos trágicos, como são os casos de Dido (ou Elissa), Sofonisba e a esposa de Asdrúbal, o Beotarca, as mulheres de Cartago aparecem pouco nas fontes históricas conhecidas. Apesar de marcada por um caráter patriarcal, a sociedade cartaginesa concedia uma certa independência relativa às mulheres. O estudo das estelas do tofete de Cartago pôs em evidência sacrifícios efetuados pelas mulheres em seu próprio nome. Além disso, aparentemente era-lhes permitido desenvolver algumas atividades profissionais.
Esta independência era, todavia, atenuada por uma certa instrumentalização das mulheres ao serviço das suas famílias, no momento de escolher esposo ou para fins políticos ou económicos. A história de Sofonisba é particularmente evocativa desta sujeição, tendo casado sucessivamente com os reis númidas Sífax e depois Massinissa. Sofonisba era filha do general cartaginês Asdrúbal Giscão e casou-se com Sífax por ordem do seu pai para selar uma aliança de Cartago com o reino númida. O contexto do casamento é pouco conhecido e não se sabe se a poligamia era praticada. Por sua vez, encontram-se casos de casamentos mistos nas fontes e talvez se possam também encontrar provas disso nas escavações de sepulturas múltiplas, com um rito fenício para um dos indivíduos sepultados e africano para outro.

#### Populações nativas
O estudo das populações autóctones é ainda mais complicado. O contacto com os primeiros navegadores, apesar de ser concebível através do comércio silencioso relatado por Heródoto, com objetivos puramente comerciais, transformou-se numa relação que se pode considerar de dominação. É comprovado através de diversos texto conservados que a dominação cartaginesa era forte, tanto no momento da conquista como nos tempos difíceis das guerras púnicas, como é testemunhado pelas revoltas que então se sucederam. No entanto, as populações nativas do exterior, em particular sob a égide de Massinissa, contribuíram para a queda da cidade devido às suas sucessivas invasões durante a segunda metade do século II a.C.

## Economia

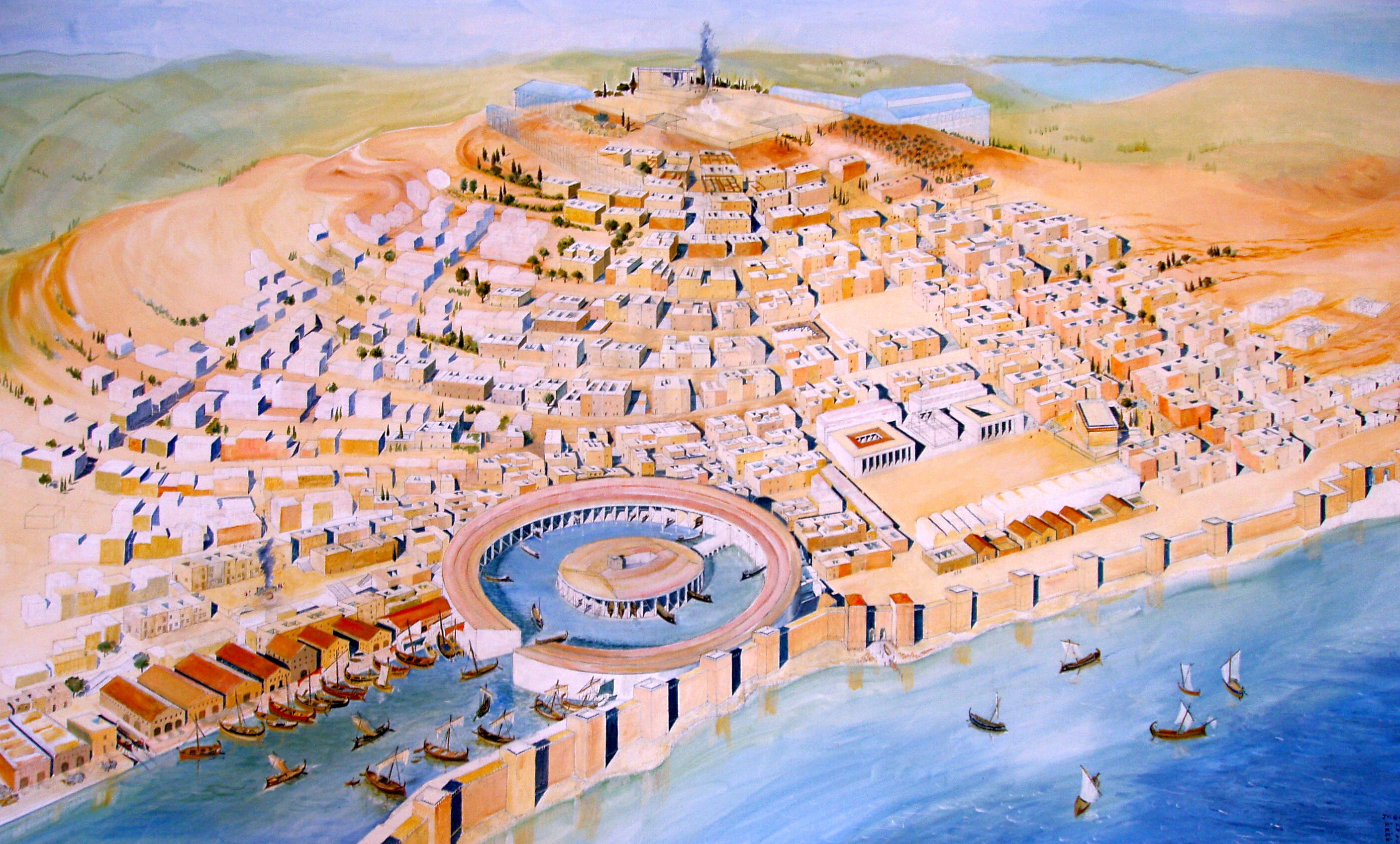
Representação artística da cidade de Cartago no seu apogeu

Cartago constituiu um império comercial marítimo, terrestre e agrícola. As ligações entre todos os territórios, quer púnicos quer sob a sua influência, faziam-se por mar graças à marinha cartaginesa.

### Comércio

#### Rota dos metais preciosos e produtos importados
Os cartagineses, como os seus ancestrais fenícios, eram excelentes marinheiros e comerciantes. O historiador latino Plínio, o Velho escreveu a propósito disso que «os púnicos inventaram o comércio».
Como Tito, Cartago negociava em metais, procurando sobretudo matérias-primas, o que lhe permitiu assegurar a sua riqueza e desenvolver a sua rede mercante. Aos entrepostos no sul da Península Ibérica (Tartessos) chegava prata, estanho e couro. Nessa região, as minas eram facilmente acessíveis e de exploração fácil. O estanho provinha igualmente das chamadas ilhas Cassitérides (atual Grã-Bretanha).
Paralelamente, os cartagineses também importaram e difundiram pequenos objetos manufaturados, embora essa fosse uma atividade secundária: cerâmicas gregas e etruscas e, desde o século VII a.C., elementos do artesanato egípcio, como amuletos. O comércio era praticado também por caravanas, mas este meio era bastante mais aleatório e perigoso. O comércio terrestre permite explicar alguns assentamentos, em particular no que são hoje a Líbia e no sul da Tunísia. A principal atividade dos fenício-púnicos era exportar os metais em estado bruto para o Oriente. Até ao século VI a.C. gozaram de um monopólio do comércio e navegação no Mediterrâneo ocidental graças ao qual desfrutavam de livre acesso aos metais e aos recursos humanos e agrícolas de regiões inteiras.

#### Produtos exportados
Os cartagineses exportavam produtos manufaturados pelos seus artesãos ou importados: peças em cerâmica ou vidro (uma especialidade fenícia), tecidos tingidos de púrpura (outra especialidade fenícia, derivada do gastrópode marinho murex e altamente apreciada na Antiguidade), e ainda trabalhos em marfim, madeira e metal (revestimentos em marfim, ouro ou prata de diversos materiais). Devido ao seu caráter potencialmente perecível, é por vezes difícil identificar certos produtos de exportação. Os tecidos, muito afamados, não deixaram vestígios arqueológicos além de aglomerados de murex e de pesos usados no tingimento dos tecidos.
A viagens de exploração explicam-se pela busca de minerais e de novas oportunidades de negócio: o estanho da Grã-Bretanha e Ibéria, ou outras matérias-primas na África subsariana. Certos produtos negociados eram fabricados pelas oficinas cartaginesas.

### Agricultura e pesca

#### Territórios agrícolas de Cartago
Na véspera da Primeira Guerra Púnica, Cartago controlava na Norte de África uma área de cerca de 73 000 km², uma área que corresponde grosso modo à atual Tunísia, onde os campos agrícolas totalizavam uma área superior à que dispunha Roma e dos seus aliados juntos. Após a conquista romana, passou a ser uma das principais regiões agrícolas do Império Romano, com uma população de cerca de quatro milhões de habitantes. Tal população necessitava de um abastecimento regular e um interior capaz de produzir em quantidade e qualidade suficientes. Além da produção de cereais destinada a todas as classes sociais, a produção agropecuária devia também satisfazer a procura de fruta e carne por parte dos mais abastados.
Esse território foi grandemente amputado pelos ataques de Massinissa no último meio século da existência da cidade, e ficou limitado a uma área inferior a 25 000 km² em 146 a.C.
A zona ocupada por Cartago em África era muito fértil, pois desfrutava de uma pluviosidade adequada para a produção agrícola. Estes recursos foram depois explorados pelos romanos quando constituíram a província da África Proconsular.

#### Culturas e pecuária
Desde cedo que Cartago instaurou uma divisão do trabalho entre culturas destinadas a especulação comercial, nas terras próximas da capital, e as culturas cerealíferas a cargo das populações líbias, estas últimas sujeitas a impostos. O peso destes impostos, em particular durante as guerras púnicas, pode ter tido influência no curso dos acontecimentos que levaram as populações do interior a revoltarem-se.
O interior desenvolveu-se graças à produção de amêndoa, figo, azeitona, romã (que era conhecida como um fruto púnico pelos romanos), vinha e trigo. Algumas destas plantas estavam já presentes em estado selvagem na região, mas os fenícios levaram outras espécies cuja produção era depois exportada para toda a bacia mediterrânica. É desse modo que se explica a presença de vestígios de produtos agrícolas púnicos em locais tão distantes como a Grécia.
A pecuária era praticada há longa data pelas populações autóctones, em particular a dos cavalos, bovinos e muares.
Técnicas agrícolas
O êxito de Cartago explica-se igualmente pelas suas proezas em matéria de agronomia. Os cartagineses desenvolveram algumas das técnicas agrícolas mais eficazes das Antiguidade, as quais foram adotadas pelos romanos através da tradução para latim do tratado do púnico Magão [en]. Na obra do agrónomo romano Columela, originário de Gades, há alguns fragmentos da obra púnica, nomeadamente um processo de vinificação. A plantação de olivais obedecia a regras precisas, em particular o espaço entre as árvores, regras essas que por vezes ainda hoje são respeitadas.
Os utensílios agrícolas tinham um papel importante no melhoramento da produção, como é testemunhado pela presença de arados, como o presente numa escultura descoberta no que é atualmente a Líbia, que mostra um arado puxado por um dromedário, que deu continuidade à produção líbia tradicional.
Pesca e produtos do mar
A pesca era uma atividade muito comum na época púnica e, além da produção de conservas em sal e de murex, atribui-se aos fenício-púnicos a popularização do uso do garo na bacia do Mediterrâneo. Este condimento à base de peixe gordo, usado na cozinha e como medicamento, era produzido em grande escala em instalações descobertas em vários sítios arqueológicos, A produção e comercialização do garo prossegui e foi expandida na época romana.

## Arte e artesanato

### Escultura

#### Pedra
O essencial dos elementos conservados que chegaram à atualidade dias está ligado a um uso funerário. Existem outras esculturas, mas de tamanho reduzido, como a Dama de Galera e o protomo de leão de Sant’Antioco.
Os cipos e estelas, por vezes em forma de bétilos ou "casa do deus", deixam perceber uma evolução estilística. Esculpidas inicialmente em arenito, estes elementos passam depois a ser feitos em calcário, por vezes ladeados de acrotérios e de motivos incisos de influência marcadamente grega: motivos faunísticos, vegetais, humanos e sobretudo símbolos. A partir dos séculos V e IV a.C. assiste-se à difusão do motivo dito " símbolo de Tanit" se encontra em muitos outros suportes. No passado pensava-se que só estava presente no Mediterrâneo ocidental, mas as investigações mais recentes mostram a sua presença em sítios do Levante. São ainda reconhecidos outros motivos, como o do ídolo-garrafa. Distinguem-se diferenças locais, em particular em Mócia, onde as representações humanas são mais precoces e mais generalizadas do que em Cartago.
Os sarcófagos são muito representativos da mestiçagem própria dos fenício-púnicos: o tipo antropoide originalmente presente na Fenícia evoluiu no Mediterrâneo ocidental. Além dos descobertos em África, há exemplos bem conservados na Sicília e na Península Ibérica. No século IV a.C., o estilo muda na Tunísia, passando a figurar por cima uma estátua do defunto. Os sarcófagos de Santa Mónica, denominados "do sacerdote e da sacerdotisa", conservados no Museu Nacional de Cartago, são particularmente interessantes pelo tratamento do vestuário e da atitude dos personagens: o sacerdote tem a mão direita levantada num gesto de bendição, por sua vez, a sacerdotisa segura uma pomba; as mãos esquerdas das duas personagens seguram um vaso de incenso de uso litúrgico conhecido, no qual se baseia o nome das obras.

#### Terracota
A produção de terracota, muito variada, consistia em máscaras grotescas de caraterísticas marcadas, sem dúvida de origem levantina. As formas são variadas; as rugas e as bocas deformadas são por vezes acompanhadas de motivos geométricos. Foram também encontradas máscaras com traços negroides. Destinadas a serem penduradas, estas máscaras tinham uma função apotropaica, isto é, para afastar os demónios.
Existiam também protomos representando a parte superior do corpo de homens ou mulheres. O estilo deste tipo de peças é diverso, por vezes egípcio, mas também grega a partir do século VI a.C., e foi estabelecida uma classificação.
A produção de coroplathie encontrava-se generalizada em muitos sítios púnicos, desde o Norte de África até às Baleares, passando pela Sicília e pela Sardenha. Trata-se de figurinhas moldadas, que seguram objetos (por exemplo pandeiretas), ou pequenos animais. Os estereótipos fenício-púnicos coabitam com outros estereótipos helenísticos ou ligados à produção local. A mesma técnica foi também usada em peças de várias dimensões, de uso religioso, inclusivamente depois da queda de Cartago. Descobriram-se vários exemplares nas escavações do santuário de Tinissute no cabo Bon, nomeadamente uma pequena escultura de do deus Ba'al Hammon entre duas esfinges e duas representações de grande dimensão de Tanit "cabeça de leão" e de Deméter.

### Vida quotidiana
Os púnicos eram artesãos especializados e reconhecidos. Os gregos atribuíam-lhe a reputação de venderem bibelots e missangas fabricadas pelos artesãos em troca de produtos de valor como matérias-primas provenientes das regiões onde abordavam os seus navios. Deste modo, numerosos objetos e bibelots fenícios de inspiração diversa (grega, egípcia, etc.) foram descobertos em sítios que eles frequentavam. As necrópoles que foram escavadas desde o século XIX forneceram material arqueológico importante e variado que denota um artesanato desenvolvido. trabalhos em metais, em particular exemplos de lâminas de barbear em bronze frequentemente ornamentadas com motivos gravados, pequenas máscaras de pasta de vidro com funções apotropaicas que ornamentavam colares, marfim e osso esculpido e ainda joias.
Cerâmicas
No que concerne à olaria usada no dia-a-dia, fora do contexto religioso, nas escavações foram encontradas peças de cerâmica destinadas ao uso alimentar ou culinário, além de candeias de azeite cujas formas revelam uma produção estereotipada e racionalizada. Foram ainda encontrados exemplos de vasos-biberão.
A partir do século II a.C., há muitas imitações de importações gregas, mas persiste também uma produção típica dita "formas de bolo". Nas escavações nas necrópoles de Cartago foram encontradas maquetas que representam elementos da vida quotidiana, como um forno de pão de tipo tabouna que se encontra no Museu Nacional de Cartago, e também pequenas peças de mobiliário que permitem imaginar como seria o interior das casas.
Amuletos
Foram encontrados numerosos amuletos em osso, massa de vidro e pedra nas sepulturas, principalmente de mulheres e de crianças, os quais tinham como função proteger os defuntos através de ritos mágicos. Eram importados — sobretudo do Egito — ou fabricados localmente. Alguns temas são recorrentes, como os deuses egípcio Hórus e, principalmente, Bes, e também o olho de Hórus.
Joalharia
Nas necrópoles foram encontradas joias sumptuosas em ouro, prata e pedras semipreciosas. Ligada à estrutura de comércio fenício-púnico e resultante de uma longa tradição oriental, esta produção consiste em colares muito pesados, mas também anéis, brincos em forma de anel para as orelhas e nariz (estes também chamados nezem), que dão ideia da aparência que deviam ter os púnicos, um aspeto amplamente ridicularizado nas fontes clássicas. Foram também descobertas joias em forma de escaravelho e estojos porta-amuletos com funções evidentes de proteção.
Peças de marfim e osso
Foram descobertas pequenas tabuletas em marfim esculpido, um material frequentemente substituído por osso, de custo mais baixo. A influência oriental ou egípcia é recorrentes nestes artefactos frequentes em diversos sítios do Mediterrâneo, tanto ocidental como oriental. Grande número de objetos desta natureza data dos séculos VIII a IV a.C. e a presença de marfim em estado bruto nos mesmos locais sugere um fabrico local.
Lâminas de barbear
Nas necrópoles posteriores ao século VII a.C. foram encontradas numerosas lâminas de barbear em bronze ou ferro. Tais objetos estavam ligados a uma simbologia de purificação dos defuntos, exercendo uma função religiosa ou de talismã. Podiam destinar-se a ser pendurados, pelo menos no caso das lâminas presentes no espaço ibérico.
A partir do século V a.C., estes objetos passam a ser decorados com desenhos. Estes — por vezes presentes nas duas faces nos casos dos exemplares mais tardios — testemunham influências variadas, essencialmente egípcias ou egeias. a produção pode ter sido desenvolvida autonomamente nas diversas regiões das possessões cartaginesas, demonstrando reais capacidades criativas.
Vidro
Segundo uma lenda relatada por Plínio, o Velho, o vidro foi inventado por fenícios, que teriam mantido o segredo do seu fabrico durante muito tempo. De facto, não há dúvida que eles desenvolveram a técnica de sopro e sobretudo comercializaram a sua produção de vidro em larga escala, o que terá dado origem à lenda.
As descobertas de vidro são muito frequentes nos sítios arqueológicos, tanto Mediterrâneo ocidental como no oriental. Os objetos mais típicos são pequenas máscaras de figuras humanas, com fácies variados, destinadas serem enfiadas em colares que também incluíam pequenas esferas de vidro. Havia também pequenos potes de pomada ou perfume. As peças mais notáveis são coloridas na pasta do vidro.
Numismática e glíptica
As moedas cartaginesas surgem tardiamente, não sendo anteriores a 480 ou 430 a.C. Os elementos que figuram nas moedas cartaginesas do Norte de África, Sicília, Sardenha, Península Ibérica e nos últimos três séculos da existência metrópole testemunham uma grande diversidade nos temas abordados. A glíptica (arte de gravação de pedras) era muito generalizada e provinha de uma longa tradição oriental: foram encontrados numerosos sinetes nas necrópoles púnicas, nos quais se nota uma certa degeneração a partir da segunda metade do século IV a.C.

## Língua e literatura

### Língua e escrita
A língua fenícia serviu de ligamento e de fundo linguístico e cultural comum aos fenícios do ocidente, cujo centro era Cartago, a púnica. Esta língua, usada tanto pelas elites como pelas populações sob influência púnica — númidas e berberes do Magrebe (como em Marrocos), mas também iberos e outras populações do reino de Tartessos (no sul da Hispânia) — era veiculada em profundidade nos seus territórios.
Apesar da predominância do latim, perdurou até à chegada dos invasores árabes no século VII. Nesta altura, a língua em declínio tinha-se tornado um patoá local, pelo menos em certas regiões. Corolário da língua, o uso do alfabeto fenício, antepassado do alfabeto grego, espalhou-se em toda a bacia mediterrânica até se tornar o veículo do pensamento dos povos da esfera púnica. Esta escrita sem vogais foi modificada após a implantação romana no Norte de África, passando a incluir vogais. O seu aspeto foi-se modificando ao longo do tempo e diferindo conforme as regiões. No século IV, o alfabeto latino era usado para transcrever a língua púnica.

### Literatura e epigrafia
A literatura cartaginesa não chegou até nós, mas sabe-se que existiam em Cartago numerosas bibliotecas, o que indica alguma produção literária ou pelo menos uma difusão da literatura da época, em particular da língua grega. A filosofia era divulgada no meio púnico, e são conhecidos alguns nomes de filósofos, pelos escritos de Diógenes Laércio e Jâmblico. O filósofo mais célebre de origem cartaginesa é sem dúvida Clitómaco, que foi para Atenas em 163 ou 162 a.C., onde foi discípulo de Carnéades e chegou a líder da Academia.
Existia literatura de direito, história e geografia, embora toda ela se tenha perdido. Todavia, foram conservados fragmentos do importante tratado de agronomia de Magão [en], que teve grande influência sobre os romanos, como se comprova pelo facto da sua tradução para latim ter sido decidida pelos conquistadores imediatamente a seguir à tomada de Cartago. Os autores romanos posteriores, como Plínio, o Velho, Varrão e Columela, citam vários extratos e não poupam elogios ao autor. O relato do périplo de Hanão, apesar de ser um texto em redigido em grego, deve ser a tradução de um texto púnico, provavelmente exibido num templo púnico. Porém, sendo de difícil interpretação, esse documento suscita muitas polémicas.
Apesar de tudo, as numerosas estelas encontradas fornecem um conjunto de inscrições, nomeadamente as descobertas nos tofetes, entre os quais o de Cartago. Estes textos foram reunidos na obra Corpus Inscriptionum Semiticarum, iniciada por Ernest Renan em 1867 e interrompida em 1962, mas por aparentarem ser muito estereotipados pouco adiantam para o conhecimento da cidade. Além disso, dão pouca informação sobre a onomástica e por isso conhecem-se poucos nomes próprios.
Por outro lado, os arqueólogos descobriram um pequeno número de documentos chamados "tarifas de sacrifícios", que eram colocados nos tempos. O mais conhecidos deles é a "tarifa de Marselha", assim chamado por foi encontrado no porto daquela cidade. Não obstante a sua localização, ele é, segundo os especialistas, de origem cartaginesa. Cabe ainda citar como inscrição particular o caso das lamelas de Pirgos, encontradas em Cerveteri, Itália, que lançam alguma luz sobre as relações entre etruscos e cartagineses no século VI a.C.

## Religião
A religião é o aspeto da civilização cartaginesa que foi objeto da maior polémica, devido às acusações de monstruosidade a propósito dos sacrifícios de crianças mencionados nas fontes antigas, desde Diodoro Sículo a Tertuliano|, retransmitidas até à atualidade por numerosos estudiosos.

### Panteão
A mitologia de Cartago foi em grande parte herdada dos fenícios, e a sua religião, apesar ter sido transcrita em latim ou em grego nas fontes antigas, conservou ao longo da sua história o caráter profundamente semítico ocidental.
O panteão, fundado sobre uma base semítica, evoluiu ao longo do tempo, muitas vezes depois de um encontro com tradições locais. Além disso, certas divindades adquiriram em diversas colónias o caráter de políade (divindade local ou protetora de uma cidade). Assim, Tinnit ou Tanit pode considerar-se a políade de Cartago, Melcarte desempenhava esse papel em Gades, onde tinha um templo célebre; na Sardenha existia Sid (que na época romana se passou a chamar Sardus Pater).
O panteão, o qual tinha um número relativamente elevado de divindades, era dominado por Ba'al Hammon no Norte de África, que era frequentemente acompanhado de Tanit (face de Ba'al), como sua paredros (consorte). Ba'al e Tanit adquiriram provavelmente caraterísticas específicas no Norte de África, pois no Oriente as caraterísticas de Ba'al diferem das da divindade cartaginesa e Astarte, que era a sua paredros no Oriente, parece tido pouca expressão no mundo cartaginês, apesar de haver sinais do seu culto.
Observa-se uma certa continuidade religiosa — os antigos deuses fenícios sempre foram venerados pelos cartagineses, como Astarte, deusa da fecundidade e da guerra, Eshmun, deus da medicina, e Melcarte, deus fenício da expansão e do enriquecimento da experiência humana. Este último adquire as caraterísticas do herói grego Héracles. A figura de Ba'al Hammon, originário da Fenícia, foi também influenciado pelos egípcios. Amon era conhecido na Líbia e praticamente em todo o Norte de África, e foi também assimilado a um deus local cuja representação era igualmente um carneiro. Este deus e o seu culto estavam relacionados com o fogo e o sol. Na época romana, o culto de Ba'al adotou alguns traços de Júpiter, deus maior do panteão romano, e ainda era era praticado quando o cristianismo chegou.
Por fim, pelo menos um culto grego, o de Deméter e Coré (Perséfone), ligado à fertilidade e às colheitas estava presente na cultura cartaginesa durante a guerra greco-púnica. Segundo Diodoro Sículo, depois da destruição do templo daquelas deusas em Siracusa em 396 a.C., abateram-se calamidades sobre o exército cartaginês, o que levou as autoridades a introduzirem os seus cultos a fim aplacarem as divindades. Existem ainda indícios de culto à deusa egípcia Ísis.
As divindades do panteão púnico eram particularmente honradas nos momentos importantes da história, por exemplo para prestar homenagem ao sucesso de uma expedição marítima ou para favorecer uma iniciativa militar em preparação.

### Santuários e ritos
Os lugares de culto são construções específicas ou espaços adaptados. Forma descobertos muitos templos em diversos locais; a sua localização não obedecia a uma regra precisa. Os situados à beira-mar beneficiavam do contacto com os estrangeiros (oferendas, ex-votos, doações, etc.). Também foram descobertos santuários em grutas.
A religião era um assunto do Estado em Cartago; apesar dos sacerdotes não intervirem diretamente na política interna e externa, tinham uma grande influência sobre uma sociedade profundamente religiosa. Os cultos eram estruturados por uma hierarquia de sacerdotes cujos cargos mais elevados eram ocupados por membros das famílias mais poderosas da cidade. Toda uma sociedade parece ter estado ligada aos templos: servos, barbeiros, escravos, etc. Os fiéis podiam comprar ex-votos nas dependências dos lugares de culto. Em alguns templos existia prostituição sagrada, masculina e feminina, definitiva ou apenas provisória. Isso acontecia por exemplo em Sica Venéria (atual El Kef), segundo Valério Máximo.
Os cultos tinham um papel económico importante graças às oferendas (como carne e outros alimentos) aos deuses e aos sacerdotes. Os sacrifícios tinham também um peso significativo: as "tarifas" eram definidas por cada tipo de sacrifício em função de cada pedido, e vários exemplos delas foram conservados; uma delas estava exposta no Castelo Borély, em Marselha. Os sacrifícios enumerados nesses documentos são variados: animais, pequenos (aves) ou grandes (bois), mas também vegetais, alimentos ou objetos. Depois da partilha do produto do sacrifício entre a divindade, sacerdote e fiel, era erigida uma estela em jeito de comemoração.
A questão do tofete é fulcral nas polémicas em torno da religião púnica, devido à escassez e qualidade das fontes, o que dá azo às mais diversas interpretações. O tofete foi identificado com o ritual de Moloch relatado pelos autores antigos como sendo um sacrifício de crianças. Em vários tofetes os arqueólogos encontraram numerosas estelas com inscrições estereotipadas que evocam a realização de um voto ou agradecimento:
| “ | À grande dama Tanit Pene Péné Ba'al e ao senhor Ba'al Hammon, o que ofereceu [fulano], filho de [sicrano], que ele [Ba'al] ou que ela [Tanit] oiça[m] a sua voz e o bendiga[m]. | ” |

Contudo, estes textos continuam pouco explícitos e são sobretudo repetitivos.
Não obstante as menções nas fontes antigas, deve salientar-se a ausência de indicações a esses sacrifícios em certos textos essenciais, como os de Tito Lívio. Este silêncio é algo surpreendente pois os romanos não tinham qualquer interesse em esconder o que quer que fosse que teria justificado a sorte reservada a Cartago. O debate sobre o sacrifício de crianças na civilização púnica ainda não foi encerrado, pois a ciência não está em condições de descobrir as causas da mortes a partir das ossadas contidas nas urnas nem de dizer se aqueles lugares eram outra coisa que não necrópoles para crianças.
Os cultos e a sua prática deixaram vestígios visíveis nas diferentes colónias fenícias do Mediterrâneo ocidental, que se tornaram cartaginesas, mas também entre os povos que tiveram contacto com essa civilização, como os berberes da Numídia e Mauritânia e os iberos.

### Religiosidade popular
Nota-se uma diferença entre a religião do estado e a crença popular, visível nos amuletos e outros talismãs com fins de proteção contra os demónios ou doenças, que revelam uma forte influência egípcia. Entre as classes populares praticava-se o culto de divindades egípcias, como o deus anão Bes. Numerosos objetos encontrados nas escavações tinham a função de proteger os vivos e os mortos (máscaras e amuletos representando Bes, mas também lâminas de barbear). A magia impregnava a vida; tanto era praticada magia branca (para o bem), como a magia negra (para eliminar potenciais rivais).
O culto dos antepassados era provavelmente observado no seio das habitações familiares, mas permanece relativamente obscuro. Algumas proibições alimentares, em particular a do porco, foram observadas até ao início do século IV d.C.
Os púnicos acreditavam numa vida depois da morte, o que é atestado pela câmaras funerárias — apesar da cremação também ser sido praticada — onde os defuntos eram preparados para a sua vida no Além com oferendas de comida e bebida. Os túmulos eram decorados como uma moradia e eram perfumados antes de serem fechados. Alguns mortos eram deitados segundo o rito oriental, enquanto que outros eram colocados em posição fetal, segundo a tradição berbere, e revestidos com ocre, o que mostra uma influência local sobre a religião cartaginesa, pelo menos no Norte de África. Do mesmo modo, foram encontrados em túmulos púnicos das ilhas Baleares estatuetas típicas da cultura local.

## Civilização exógena e mestiçada
A vida cultural da civilização cartaginesa, que alguns classificaram de talassocracia devido à sua relação estreita e durável com o mar, resultou da mistura das influências indígenas, fenícia, grega e também egípcia.

### Persistências orientais e contribuições africanas
A arte fenícia é uma subtil mistura de elementos gregos e egípcios. A cultura egípcia influenciou profundamente os fenícios desde o 3º milénio a.C., mas a cultura helénica passou a ser a principal influência a partir do século IV a.C. A cultura fenícia emerge a partir do colapso egípcio na sequência da invasão dos Povos do Mar no século XIII a.C. Antes disso, a cultura fenícia confundia-se com as suas congéneres da área sírio-libanesa (Canaã). Alguns púnicos do ocidente chamavam-se a si próprios cananeus durante muito tempo após a absorção do império cartaginês pelos romanos. Devido à posição geográfica de Cartago e à presença dos fenícios no Mediterrâneo ocidental, a cidade púnica cristalizou e reagrupou esta presença, transformando-a num império com o desenvolvimento da colonização.

### Identidade cartaginesa
A arte púnica, dos fenícios do ocidente, apresenta componentes egípcias, como o trabalho do vidro — com as pequenas máscaras de vidro dos túmulos púnicos, caraterísticos da mentalidade fenícia e que se destinavam a manter afastados do morto os maus espíritos ou demónios — e motivos como o lótus que se encontram em objetos ou na decoração de edifícios. A partir do século IV a.C. aparecem vestígios da influência helénica que se sobrepõem às influências egípcias e se juntam à cultura fenícia primitiva.
O mausoléu líbio-púnico de Duga ocupa um lugar particular, pois ele simboliza o sincretismo arquitetural entre tradições egípcias e contribuições gregas ou helenísticas. Há ainda outros testemunhos dessa arquitetura funerária monumental, como em Sabrata.
A escultura evoluiu de um estilo hierático, quase simbólico, para uma estética mais figurativa mas que idealizava a perfeição. O efebo de Mócia, um mármore do século V a.C. descoberto nas escavações terrestres em 1979, testemunha este contacto com o mundo grego da Sicília. Esta estátua deu origem a várias teses: alguns veem nela uma representação de Melcarte, com uma nítida influência grega, enquanto que outros investigadores a consideram uma obra grega que foi levada para Mócia na sequência de operações militares. Há ainda outros que a identificam como uma obra encomendada a um artista grego da Sicília do século V a.C., mas feita segundo os cânones cartagineses, em particular no que se refere ao vestuário. Segundo alguns, a estátua representaria um cocheiro ou um patrocinador de jogos.
A ambiguidade dos cânones desta obra conduz a uma «perda das referências habituais, fonte de desconforto intelectual e estético». Os sarcófagos ditos "da sacerdotisa" da necrópole dos rabs apresenta igualmente essas influências mistas.
Os cânones estéticos dos prótomos indicam a mesma mestiçagem e os critérios que estiveram na origem das escolhas dos artesãos continuam difíceis de apreender. Por seu lado, as estatuetas de Ibiza revelam uma influência local, sem dúvida ligada ao relativo isolamento da ilha.
Como metrópole situado entre o Oriente e o Ocidente, Cartago desempenhou globalmente um papel facilitador das trocas económicas e culturais, revelando uma grande porosidade às influências exteriores.

### Persistência após a queda de Cartago
A civilização púnica perdurou bastante tempo depois da destruição de Cartago em 146 a.C., em instituições locais de cidades romanas, na arquitetura e sobretudo na língua e religião. Constata-se a presença de sufetes e de magistrados municipais nas instituições das cidades romanas do Norte de África até ao século II d.C. Por vezes havia três sufetes, o que pode é considerado por alguns semitistas como uma influência berbere.
As persistências na arquitetura manifesta-se sobretudo no opus africanum e no mosaico. O opus africanum é uma técnica de construção de alvenaria que se encontra nas escavações de Kerkuane e muitos outros sítios púnicos e um dos exemplos da sua utilização na época romana pode ver-se no capitólio de Duga. Em relação ao mosaico, a escola de mosaístas africanos, particularmente hábeis, carateriza-se pelos mármores de bela qualidade, e os seus modelos de bestiários e de cenas mitológicas foi largamente difundido no Império Romano.
No domínio religioso, as persistência do culto prestado a Saturno africano e a interpretatio romana do Ba'al púnico bem como da sua consorte Caelestis, transpondo a deusa Tanit, foi estudada. O culto de Sardus Pater na Sardenha procede da mesma evolução. Os santuários rurais foram mantidos, como em Tinissute e Bou Kornine. O santuário neopúnico mais importante escavado até 2009, e o que proporcionou os elementos mais interessantes de fusão de elementos líbios e púnicos, encontra-se em El Hofra (antiga Cirta). Ali foram encontrados elementos de continuidade nas estelas ditas "da Ghorfa" e sinais de culto do Saturno africano, deus infernal e provedor de colheiras, que durou até ao fim do primeiro quartel do século IV d.C.
A transmissão dos "livros púnicos" das bibliotecas da cidade mártir para os reis númidas foi objeto de discussões acaloradas, nas quais foi evocada a sua utilização por Salústio para elaborar a sua Guerra de Jugurta. No entanto, os traços dessas obras desaparecem rapidamente; desde Agostinho de Hipona (Santo Agostinho) que elas são evocadas apenas como lembranças.
Aparentemente a língua púnica foi mantida durante muito tempo, como é testemunhado pelos textos ditos "neopúnicos" e a difusão daquela língua nos reinos númidas, em particular nas suas moedas. Santo Agostinho chega a evocá-la numa das suas obras. Esta manutenção de uma língua semita pode ter facilitado a arabização do Magrebe, segundo Stéphane Gsell e M'hamed Hassine Fantar depois dele.

## Nascimento e desenvolvimento de uma disciplina

### Redescoberta da civilização púnica
O interesse pelo mundo fenício-púnico surgiu no século XVII, particularmente com o papel dos fenícios apreendido na obra Geographia sacra de Samuel Bochart, mas floresceu sobretudo nos séculos XVIII e XIX, sob o ponto de vista da epigrafia e da filologia. A descoberta da estela de Nora, objeto de numerosos estudos, data do século XVIII.
No século XIX, no contexto da colonização contemporânea, foram levadas a cabo extensas escavações nos países do Magrebe, focadas sobretudo nas épocas romana e bizantina, pois os vestígios do período anterior eram menos impressionantes e não obedeciam à ideologia subjacente a esses estudos. No entanto, no início do século XX ocorreram grandes descobertas, como o tofete de Cartago em 1921 e, antes disso, deve assinalar-se o papel pioneiro de Joseph Whitaker em Mócia.

### Independência da disciplina e contribuições da arqueologia
Após o último período da ocupação colonial, com a chegada de investigadores (como Gilbert-Charles Picard), a vaga das independências a partir de 1956 permitiu a eclosão de uma escola de investigações na Tunísia, representada nomeadamente por M'hamed Hassine Fantar e Abdelmajid Ennabli. As escavações desde a Líbia até Marrocos, assim como em Espanha (ilhas Baleares e Andaluzia) e em Itália com as investigações na Sicília e principalmente o exaustivo da Sardenha fenício-púnica, alargaram consideravelmente a problemática.

### Campo de estudo atual
Desde o fim dos anos 1970 e da criação do Congresso Internacional dos Estudos Fenícios e Púnicos, os académicos dos diversos países do espaço púnico implementam sinergias nas suas áreas de estudo, em particular os investigadores italianos da Universidade La Sapienza de Roma (na senda de Sabatino Moscati) e os seus colegas espanhóis e tunisinos.
Stéphane Gsell, no tomo IV da sua monumental Histoire ancienne de l'Afrique du Nord ("História antiga da África do Norte") usa palavras muito duras sobre a civilização cartaginesa:
| “ | Pela sua parte, Cartago contribuiu pouco para a civilização em geral. O seu luxo era pouco útil para a arte. Dissemos que a sua indústria, que nada inventou, arrastava-se na rotina, e que a técnica em si era medíocre ou ruim. | ” |

Os avanços da arqueologia depois da segunda metade do século XX permitiram esbater esta visão, de um homem marcado pelo classicismo, já que a civilização cartaginesa, não se enquadrando no esquema de um domínio das artes maiores, dificilmente poderia ser apreendida por um erudito do primeiro terço do século XX, que todavia trabalhou para a fazer sair do esquecimento.
Numerosas exposições que foram organizadas a partir dos anos 1980, nomeadamente a que decorreu em Veneza no Palazzo Grassi em 1988, só para citar a mais marcante, até à do Instituto do Mundo Árabe, em Paris, em 2007-2008, demonstram o interesse público por uma civilização aberta para as outras, «entre o Oriente e o Ocidente», segundo Serge Lancel, e nesse sentido muito contemporânea, não obstante a sua «entidade ambígua».